# Domaine Saint-Pierre de Tourtour
Le Domaine Saint-Pierre de Tourtour est un hameau particulièrement important, à cheval sur les communes de Tourtour et Ampus dans le Var.
Il constitue un groupe d'habitations divisé en cinq îlots dénommés « la Bastide », « le Flayosquet », « Trigance », « Résidence Saint Pierre », « Centre hippique » et pourrait, compte tenu du nombre de ses constructions (233 sur Tourtour avec 19 lots de plus de 1 200 m2 non construits, et 2 lots sur Ampus, avec 8 lots restant à construire), être classé dans la catégorie des zones urbaines.

## Localisation
L’implantation de la commune de Tourtour sur le haut d'une colline lui vaut son appellation de « Village dans le ciel »,,.
Le village s’est construit sur le passage des eaux de source qui alimente huit fontaines et un moulin à huile toujours en activité ; la source principale s’appelle le Saint-Rosaire. Le village a une vue directe sur tout le moyen Var jusqu'à la montagne Sainte-Victoire.
La commune est membre de l'association « Les Plus Beaux Villages de France, créée en 1982 afin de promouvoir les arguments touristiques de petites communes rurales riches d'un patrimoine de qualité.
Elle s'étend sur 28,7 km2 et comporte trois hameaux : celui des Mandins, le Domaine des Treilles, et le « Domaine de Saint Pierre de Tourtour » géré dans le cadre d'un statut de copropriété au sens de la loi du 10 juillet 1965 modifiée.
Le plus important de ces deux hameaux, celui de « Saint-Pierre de Tourtour », est un ensemble résidentiel intégré dans un site forestier avec un lac artificiel, plan d'eau d'une superficie de près de 2 hectares, et 2 petits étangs et un plus important affecté en réserve de protection incendie. Des équipements sportifs et de loisirs intégrés complètent les aménagements : piscine commune ; 4 courts de tennis ; terrains de Boules ; un ancien « centre hippique » favorisant les rencontres, les spectacles et le ping pong ; une « maison des jeunes » avec accès internet (Wi-Fi)…

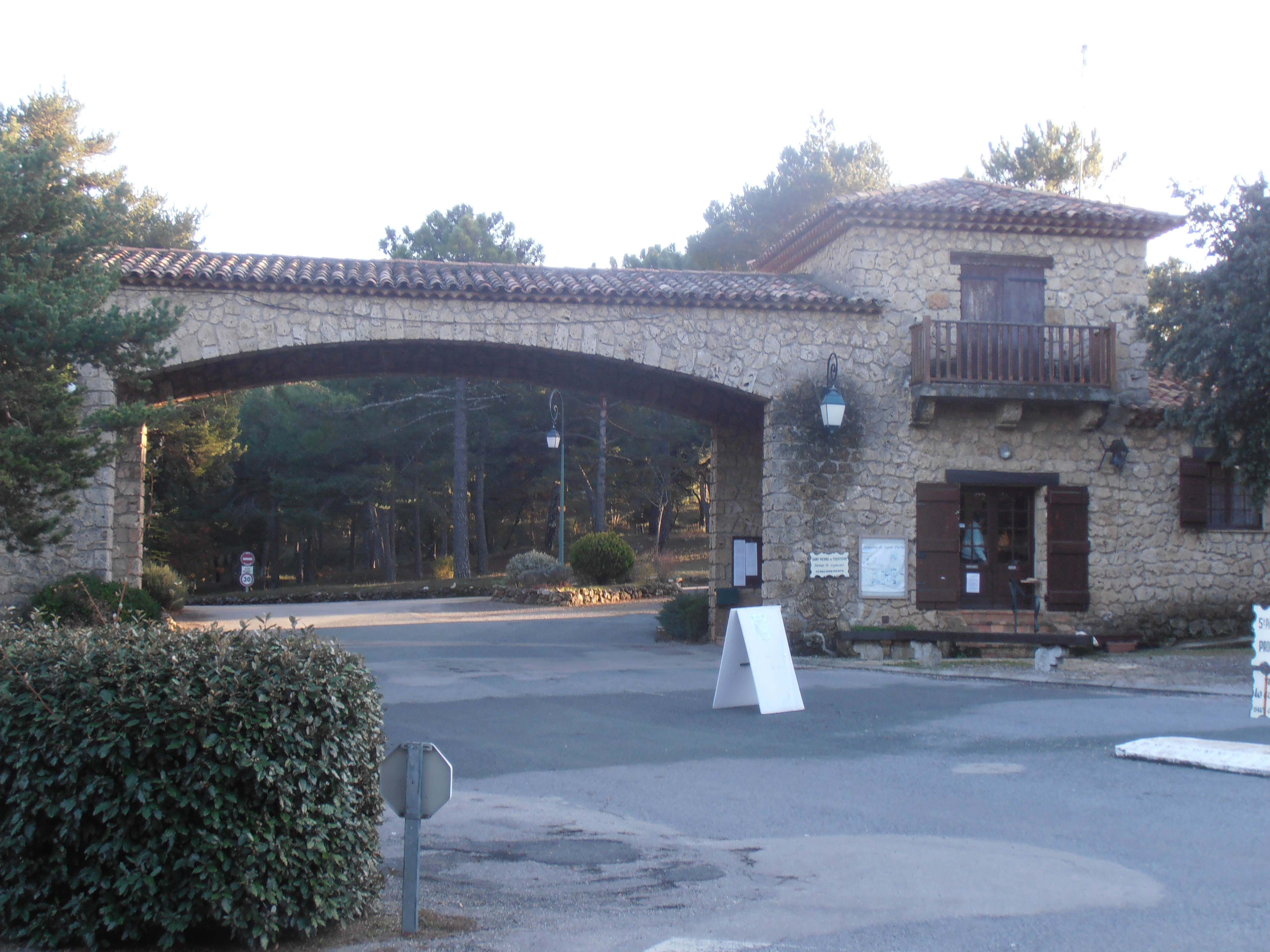
Entrée et régie Domaine.
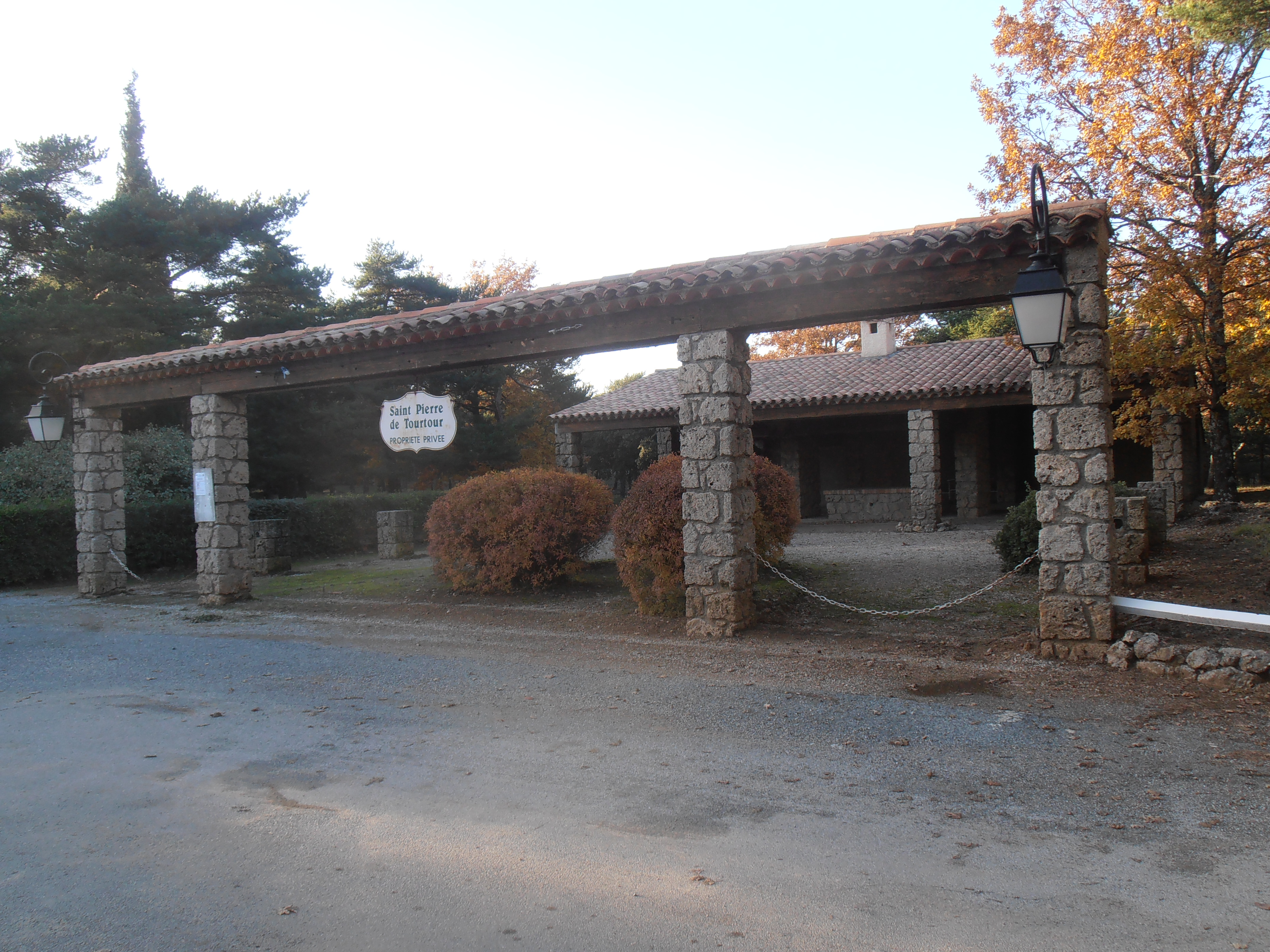
Ancien centre hippique.
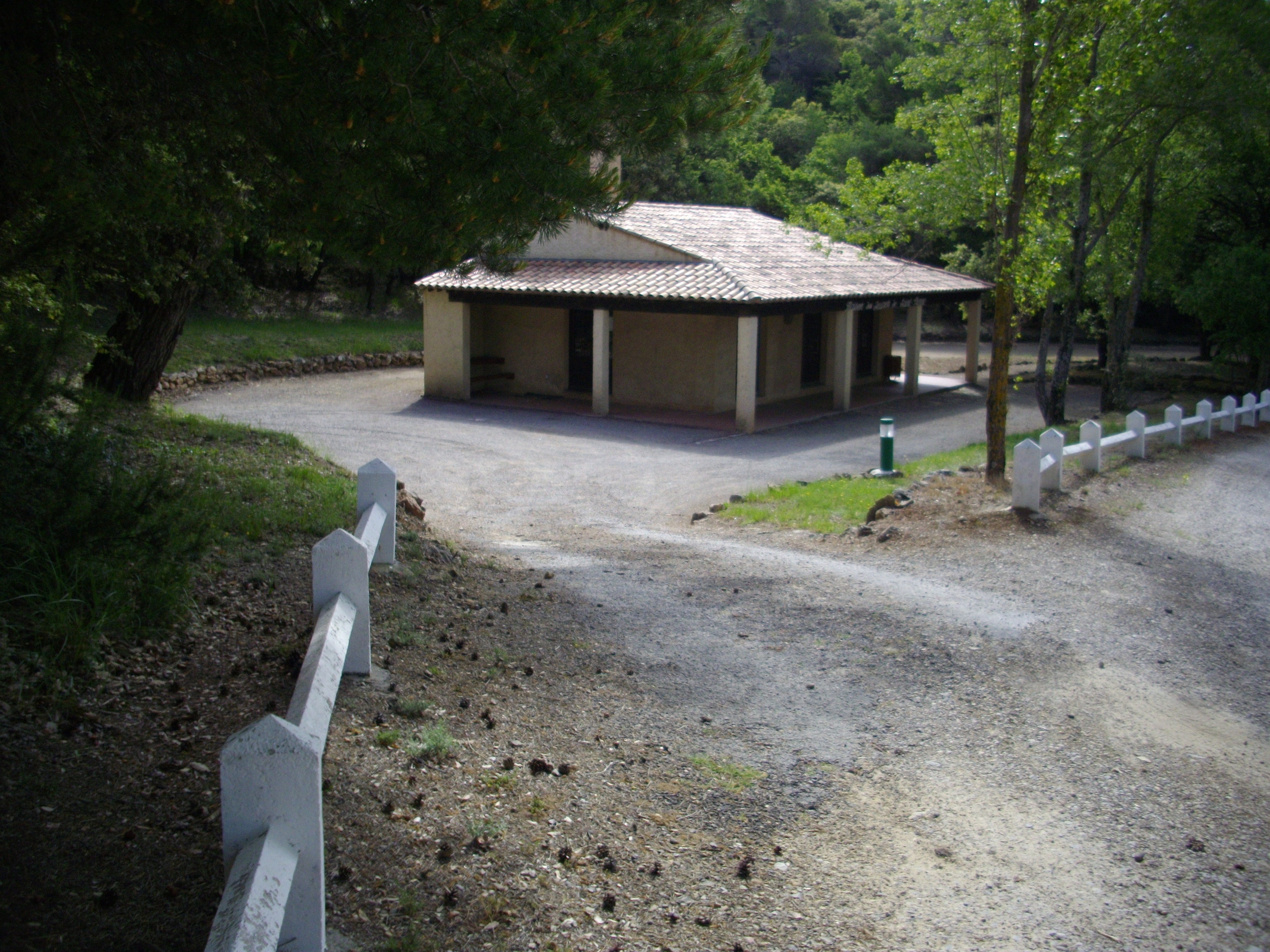
Maison des jeunes.
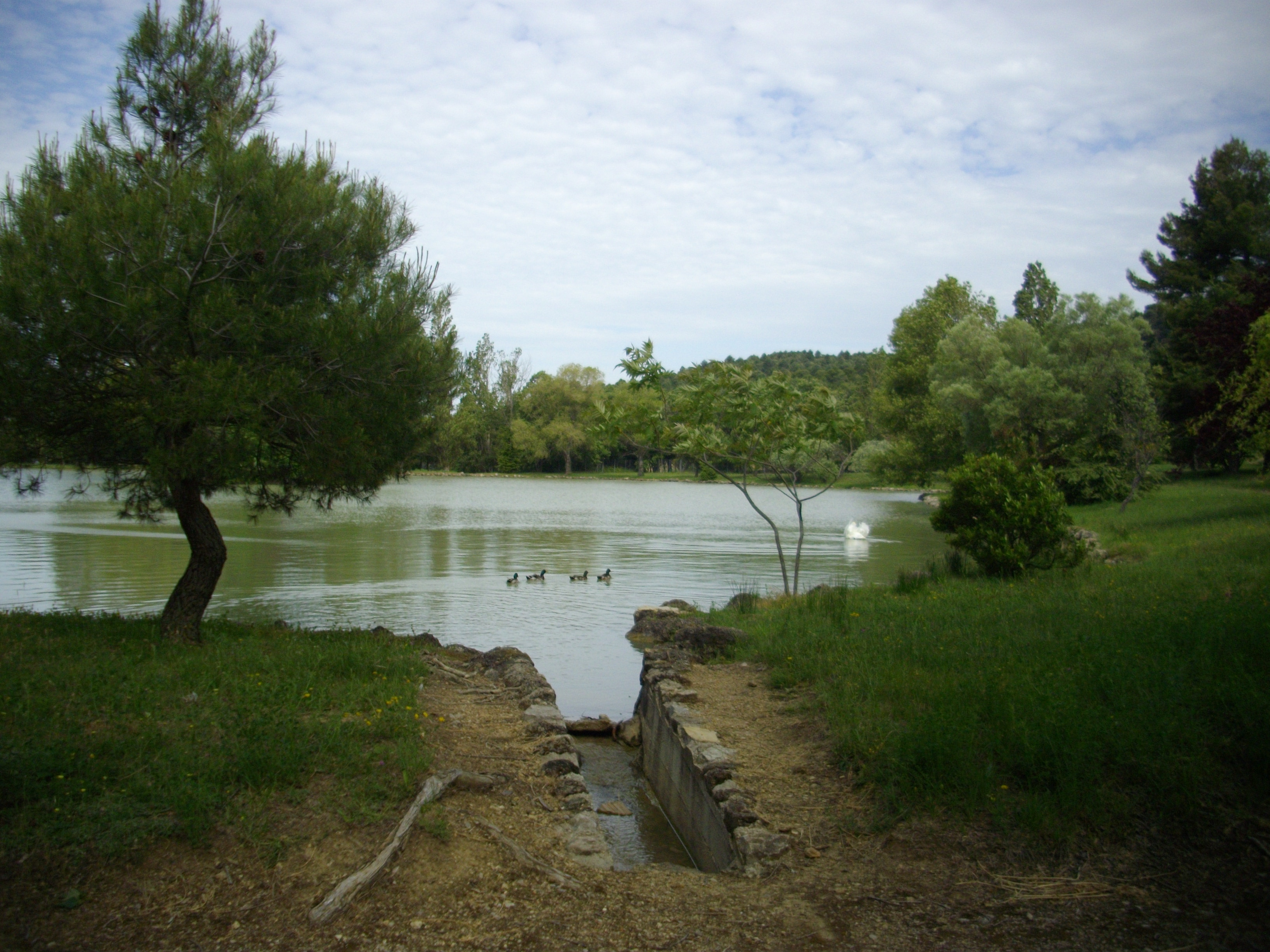
Vue sur le lac.

La copropriété du domaine Saint-Pierre est située sur les territoires des communes de Tourtour, au sud, et d'Ampus, au nord, en bordure, de part et d'autre, dans sa partie nord, du chemin départemental no 51 à 3,5 km à l'est de Tourtour et à 3,5 km à l'ouest d'Ampus. Sa superficie d'ensemble est de 136 hectares 14 ares et 7 centiares : soit respectivement 92 hectares 38 ares et 1 centiare sur la commune de Tourtour et 43 hectares, 76 ares et 6 centiares au lieu-dit « Les Grands puits » sur la commune d’Ampus.

## Sites pittoresques et géologiques

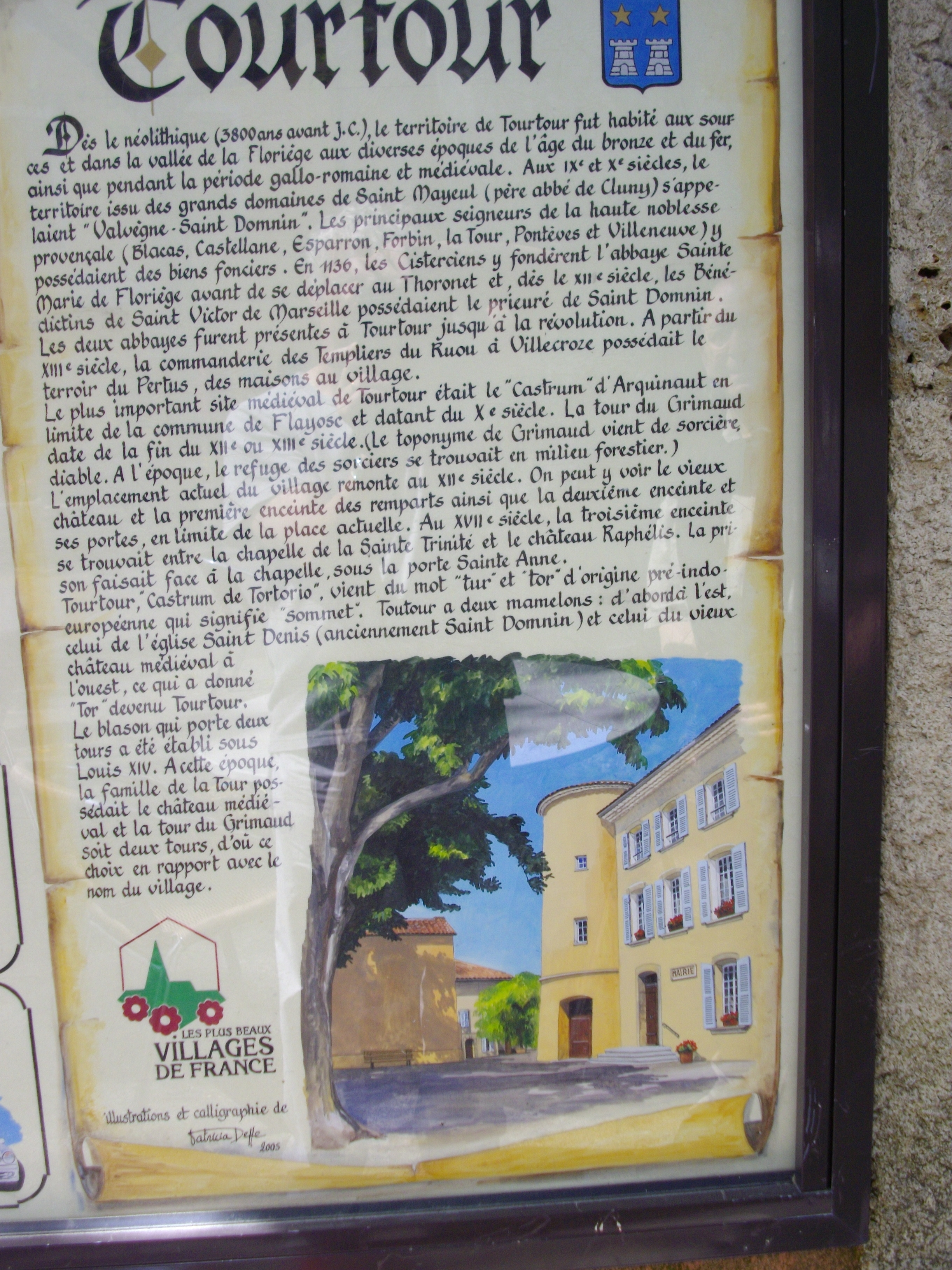
Histoire de Tourtour

Les balcons de tuf des phases froides du Quaternaire, accumulation de la fin du Néolithique, constitués par la plate-forme occupée par le petit lac artificiel qui domine l’établissement "Campagne Saint-Pierre", ont été étudiés par André Taxil, préhistorien au Centre de documentation archéologique du Var,,,.
L'Abbaye de Florièyes et la chapelle Notre-Dame de Florielle, non protégées au titre des Monuments historiques (France), en bordure de la « Florielle » se situent le long de l'ancienne voie romaine (Via Julia Augusta) entre Tourtour et Flayosc (Var). Elle surplombe la Florièye, (ou Florielle, ou Floriye, ou Florièges), petit cours d'eau parfois très encaissé qui se jette dans l'Argens. Dans le vallon étroit et pauvre de Florièye, les moines élèvent des maisons de bois avant de dresser les premiers murs de leur abbaye. Puis la décision est prise de déménager vers Le Thoronet (1146) lorsque les bâtiments de l'abbaye du Thoronet furent aptes à accueillir la communauté.

### Le patrimoine naturel, la faune et la flore
Les communes de Tourtour et Ampus bénéficient de sites d’importance communautaire, avec des Zones Natura 2000 et de ZNIEFF (Zone naturelle d'intérêt écologique, faunistique et floristique), qui concernent l'environnement de Saint Pierre mais pas le domaine Saint Pierre lui-même, ni ses perspectives éventuelles d'extension sur la commune d'Ampus,.

## Constitution et conception du domaine

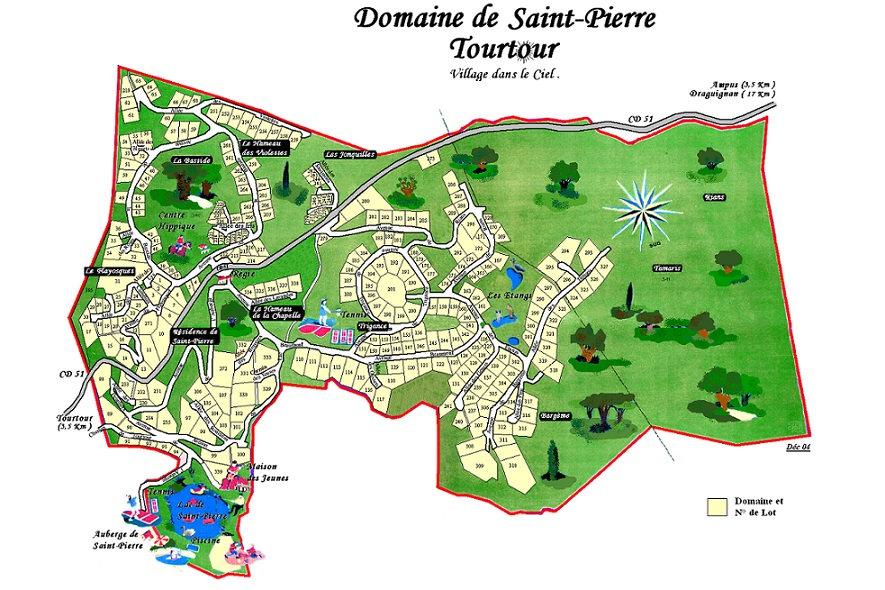
Plan général du Domaine St-Pierre

Le projet initial, selon l'arrêté préfectoral d'accord préalable du 03 octobre 1963, comportait la construction de 300 maisons d'habitation avec un ensemble de parties communes, construction artisanales en style d’architecture provençale, avec terrain privatif attenant et l'aménagement de parties communes et équipements communs en propriété indivise entre les propriétaires des 300 lots constitués à raison de 1/300e pour chacun.
Création d'Adrien Beaumont (également créateur et promoteur des Issambres dans les années 1950). Sa volonté de construire des lotissements en harmonie avec la nature s’exprime parfaitement dans sa célèbre devise : « Une maison dans un jardin, un jardin dans un parc »,. L’organisation de l’espace à partir de 1963, sous la forme d’un village respectueux de l’environnement avait déjà pris en compte dès cette création les données environnementales qui aujourd’hui s’imposent ailleurs dans le cadre de la Loi montagne et en matière de hameau, évitant ainsi le mitage des constructions, ou périurbanisation,.
Le statut de copropriété du Domaine Saint Pierre n'est donc ni une "copropriété horizontale", ni un lotissement qui impliquerait la gestion par une Association syndicale.
Sous la direction d'Adrien Beaumont, la maîtrise d'œuvre des travaux a été assurée par M. Sonntag, pour l'aménagement des espaces et des équipements et équipements collectifs (La construction de la régie (1962-1963), la maison des jeunes, le centre équestre, les Tennis, la piscine...) et M. J.M. Hellet architecte D.E.S.A. qui a conçu et dirigé les travaux de construction des groupes d'habitations.
La publicité au niveau européen (Allemagne, Angleterre, Belgique, Espagne, Hollande, Italie, Suisse) a été à la fois originale et efficace. Trois des « Mas de saint Pierre de Tourtour » étaient en effet à gagner, il suffisait pour cela de ranger par ordre d'importance les sept éléments constitutifs du bonheur : Les lots à gagner étaient "La Bergerie", "Le Bonheur" et le "Mas Samingo".
Les villas groupées type Jonquille (retirées ensuite du catalogue) répondaient au désir de la société d’investissement et de participation (SIP) de mettre sur le marché quelques villas d'un prix plus modeste afin de s'attirer une clientèle plus large et éventuellement plus jeune.
La copropriété du Domaine de Saint Pierre de Tourtour était initialement régie par un cahier des charges approuvé suivant arrêté préfectoral de M. Le Préfet du Var du 5 octobre 1963. Il est aujourd'hui géré dans le cadre du règlement de copropriété et ses annexes du 08 juin 2006 et ses modificatifs publiés et enregistrés le 13 mars 2012. Enfin, l’assemblée générale du 04 août 2007 a, sur proposition du Conseil syndical, approuvé un "Règlement intérieur de la copropriété".
C’est à partir de la position de la Direction départementale de l'Équipement (DDE), du Var à Toulon, que les conditions d’instruction administrative des autorisations de construire sur le Domaine Saint Pierre de Tourtour sont passées de la notion « d’ensemble immobilier » à la notion traditionnelle de « construction individuelle ».
Au 31 mars 2013, à la suite de divisions de parcelles qui ont été autorisées de façon exceptionnelle, au fait que certaines constructions ont été réalisées à cheval sur 2 lots de terrains, à des acquisitions faites par le Syndicat des copropriétaires, à la décision de l'assemblée d'intégrer le centre hippique aux parties communes, la copropriété Domaine saint Pierre se trouve composée de 233 mas construits (et deux en cours de construction), de 3 garages construits sur les 3 lots et de 19 terrains privatifs de plus de 1 200 m2 non bâtis sur la commune de Tourtour, ainsi que 8 lots en lotissement, situés sur la commune d'Ampus, qui appartiennent au Syndicat, en ce non compris la forêt d'Ampus qui demeure un lot distinct, dont la gestion a été intégrée à la copropriété au même titre que l'ensemble des lots.

### Réseau hydraulique spécifique au domaine
La production et l'alimentation en eau potable par le réseau d'eau privé du syndicat des copropriétaires du domaine Saint Pierre sont gérées en interne, avec l'assistance d'entreprises spécialisées privées. Il n'y a donc pas de facturation de l'eau qui dessert les villas du domaine, mais uniquement des charges d'entretien du réseau d'alimentation et d'électricité des moyens de production d'eau (forages) réparties en fonction des consommations de chaque lot.
Le contrôle sanitaire des eaux de consommation du domaine et la délivrance d'attestation de conformité sanitaire sont assurés par l’agence régionale de santé (ARS) qui effectue systématiquement des contrôles sur la qualité de l’eau potable, dans les mêmes conditions que pour la population alimentée par le réseau public du village de Tourtour.
Généralités :
Trois châteaux d’eau desservent l’ensemble des villas du Domaine.
- Le château d'eau du Flayosquet (560 m3) est en deux compartiments, à la cote de niveau 735 m.
- Le château d’eau dit « 80 m3 » qui n’a pour fonction que de donner plus de pression pour certaines villas (réservoir à flanc de colline), à la cote de niveau 774 m.
- Le château d’eau de Bargème est constitué de deux compartiments l’un de 319 m3 et le second de 107 m3. Le réservoir de 80 m3 est à 760 m d’altitude.

Un bassin situé sous la station de pompage, près du lac, d’une contenance de 40 m3, alimenté par la source de Saint Pierre.
- Les ressources en eau[43],[44]:
  - Forage Nord : (altitude 693 m et profondeur 45 m). La pompe de forage mise en place débite environ 20 m3 d'eau par heure environ.
    - Coordonnées Lat / long : X = 43,60195°; Y = 06,32797°; Z = 698.

  - Forage de Trigance : (altitude 710 m et profondeur 65 m). La pompe installée débite 15 m3 d'eau par heure environ.
    - Coordonnées Lat / long : X = 43,59839°; Y = 06,33543°; Z = 709.

  - Forage de Bargème : (altitude 710 m). La pompe en place produit 4 m3 d'eau par heure environ et alimente si besoin les étangs.
    - Coordonnées Lat / long : X = 43,59142°; Y = 06,33571°; Z = 708.

  - La station de pompage (altitude 660 m) : La source (hydrologie) de Saint Pierre, commune avec l’établissement "Campagne Saint-Pierre" alimente un bassin situé sous la station de pompage. Elle est réservée au Domaine de 18 h à 6 h du matin. De 6 h à 18 h, elle est à la disposition de l’établissement "Campagne Saint-Pierre".
    - Coordonnées Lat / long : X = 43,59323°; Y = 06,32943°; Z = 660.

  - 1 puits à eau ayant une capacité de production de 4 m3 d’eau par heure, en bordure du CD 51[45].

#### Hydrographie et les eaux souterraines sur la commune
Cours d'eau sur la commune ou à son aval :
- ruisseau de thuéry,
- vallons des mandins[47], de l'hôpital[48], de font lachade[49], de lapié[50].
- La Florièye, rivière.
- Forage de Ravel[51],[52].
- Forage des Bœufs[53]
- Source de Beou Bouteou[54].

### Assainissement– eaux usées

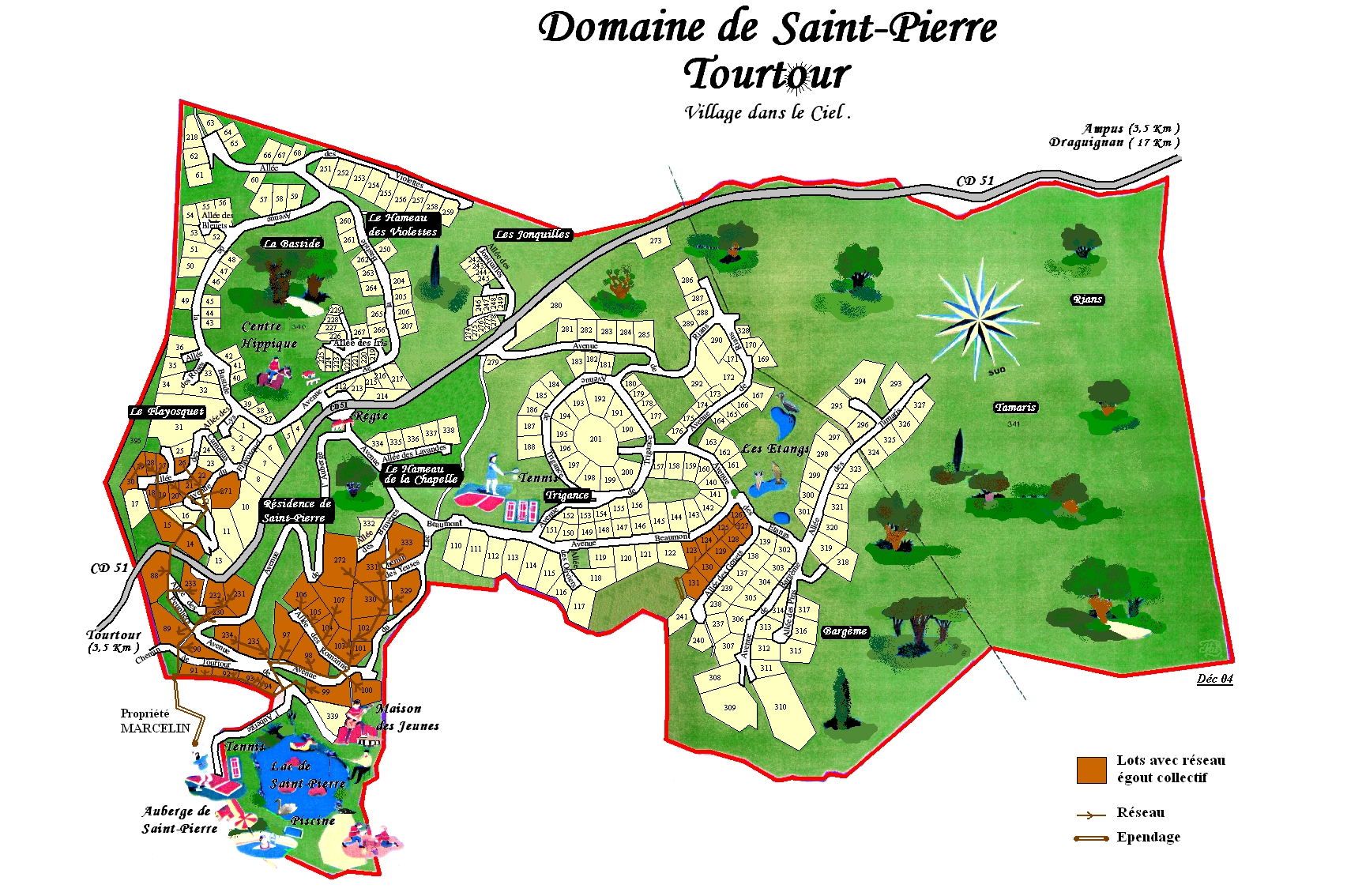
Réseau collectif 44 lots

Il s'agissait d'une zone naturelle classée IINA au plan d'occupation des sols initial, le Domaine de Saint-Pierre de Tourtour ayant connu une urbanisation dans la proportion des 3/4 environ du programme initialement prévu dans les années 1960 à 80 sous forme d'un ensemble résidentiel en copropriété.
Les eaux et matières usées des villas sont obligatoirement reçues et traitées dans des fosses septiques ou stations semi-collectives conformes à la réglementation en vigueur. Les effluents de ces fosses ainsi que les eaux ménagères (après dégraissage et décantation) sont évacués dans des drains réglementaires. Les eaux pluviales sont acheminées dans les fossés en bordure des voies. Cette eau de pluie contribue, avec la source, à alimenter le lac et les étangs.
Quelques lots ont également un "système d’assainissement autonome regroupé" (44 lots) ou "collectifs de proximité" (6 lots sur la commune de Tourtour et 8 lots sur la commune d'Ampus).
Des études ont été réalisées et des réflexions menées sur les possibilités techniques d'amélioration du réseau d'assainissement des constructions du domaine. Le classement actuel, prévu au plan d'occupation des sols (P.O.S.), en zone d'assainissement non collectif, a finalement été maintenu par l'assemblée générale du 02 août 2014 du "Syndicat des copropriétaires du domaine Saint Pierre", notamment en raison de la configuration des différents sites composant le domaine.
Des contrôles réglementaires des assainissements non collectifs sont effectués par le Service public d'assainissement non collectif (S.P.A.N.C.) en conformité avec la réglementation en vigueur :
- Les lots construits situés sur la commune d’Ampus relèvent, eux, de la compétence du S.P.A.N.C. de la Dracénie Provence Verdon agglomération (ex-Communauté d'agglomération dracénoise)[58].
- Pour les lots situés sur la commune de Tourtour, les contrôles sont effectués par le S.P.A.N.C. de la "Communauté de communes Lacs et Gorges du Verdon"[59]. La communauté de communes Lacs et Gorges du Verdon exerce désormais la collecte, pour la partie du domaine situé sur la commune de Tourtour, le traitement et la valorisation des déchets ménagers et assimilés. Dans ce cadre la Communauté de Communes se substituera de plein droit aux communes membres du Syndicat intercommunal à vocation multiple (SIVOM du Haut Var). - Gestion du Plan Intercommunal de Débroussaillement et d'Aménagement des Forêts (PIDAF)[60]. La communauté L.G.V a également en charge l’instruction des dossiers de réalisation et contrôle de l’assainissement autonome avec le SPANC (Service public d'assainissement non collectif).

### Protection incendiesur l’ensemble du Domaine (Tourtour et Ampus)
Il est prévu, dans le but d’autodéfense contre les risques d’incendie, des zones vertes « PARE-FEU » qui sont entièrement et régulièrement débroussaillées conformément aux prescriptions réglementaires.
Sur les voies du Domaine, des bouches d'incendie sont installées.
Le syndicat des copropriétaires est tenu à l’entretien de ces zones "Pare-feu",.
Une réserve d’incendie est aménagée près du réservoir principal et deux autres réserves très importantes sont constituées ("Point d'eau naturel ou artificiel” (PENA) :
- par le lac artificiel avec son plan d’eau d’une superficie de près de 2 hectares, alimenté par les eaux de pluie et la source commune "auberge Saint-Pierre" et "Domaine Saint Pierre",
- par l'étang d'environ 800 m2, situé sous l'allée des Tamaris, alimenté par les eaux de pluie mais également par le forage de Bargème. La digue a été surélevée à la demande du SDIS afin d'accroître le volume de stockage d'eau qui sert à la fois de bassin de rétention des eaux pluviales et de réserve d'eau renforçant les moyens de défense de la forêt contre les incendies et lutte contre l'incendie en général.

De petits abris renferment par ailleurs les appareils de défense rapide contre l’incendie.
- Moyens humains et matériels spécifiques au Domaine adaptés à l'importance et la configuration du hameau et de son environnement.
- Moyens humains et matériels de la commune de Tourtour : le service de protection incendie au village de Tourtour.
- Moyens humains et matériels de la commune d’Ampus : le Service départemental d'incendie et de secours (SDIS) de Draguignan[65].

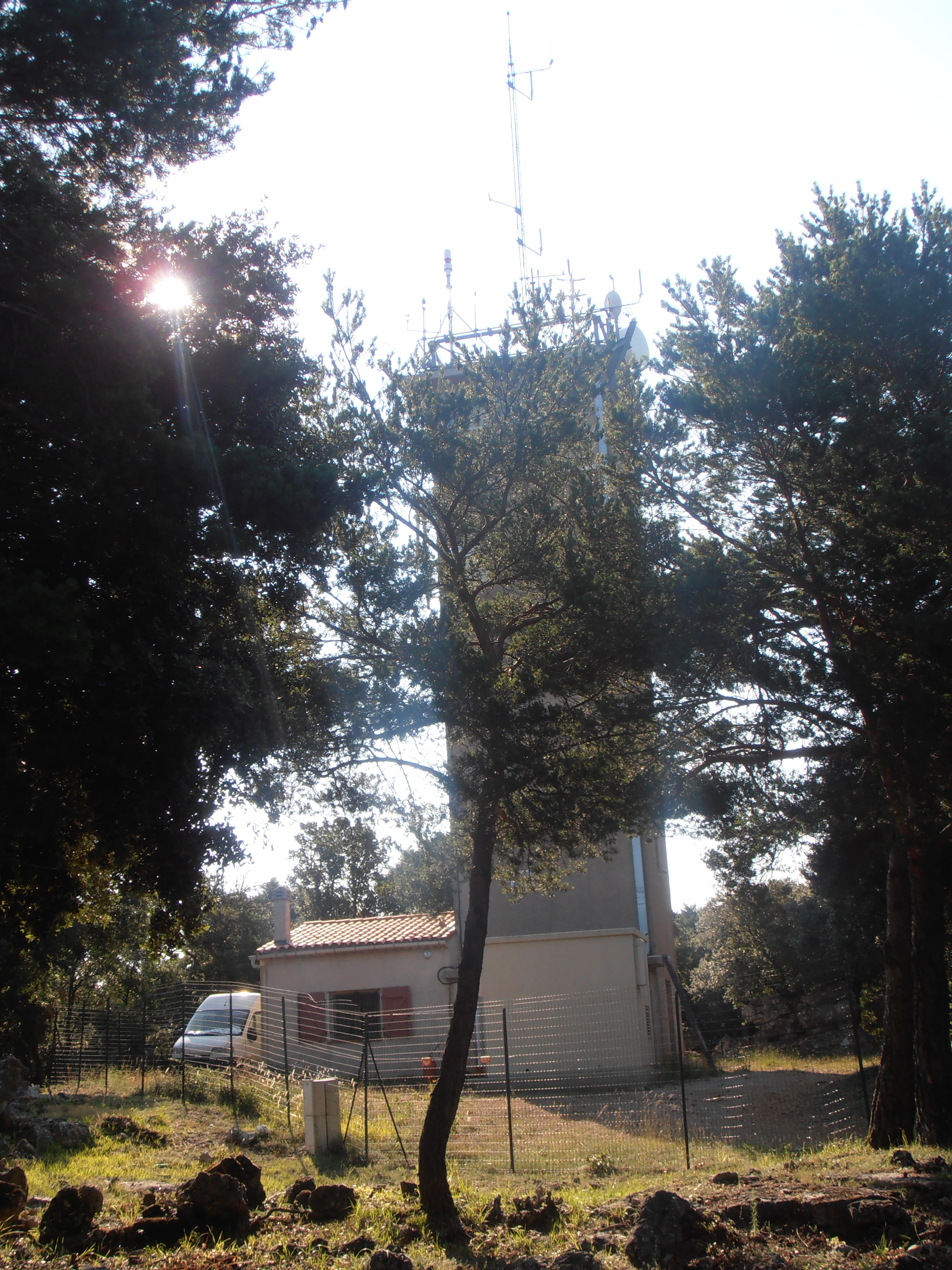
La Tour de Guet

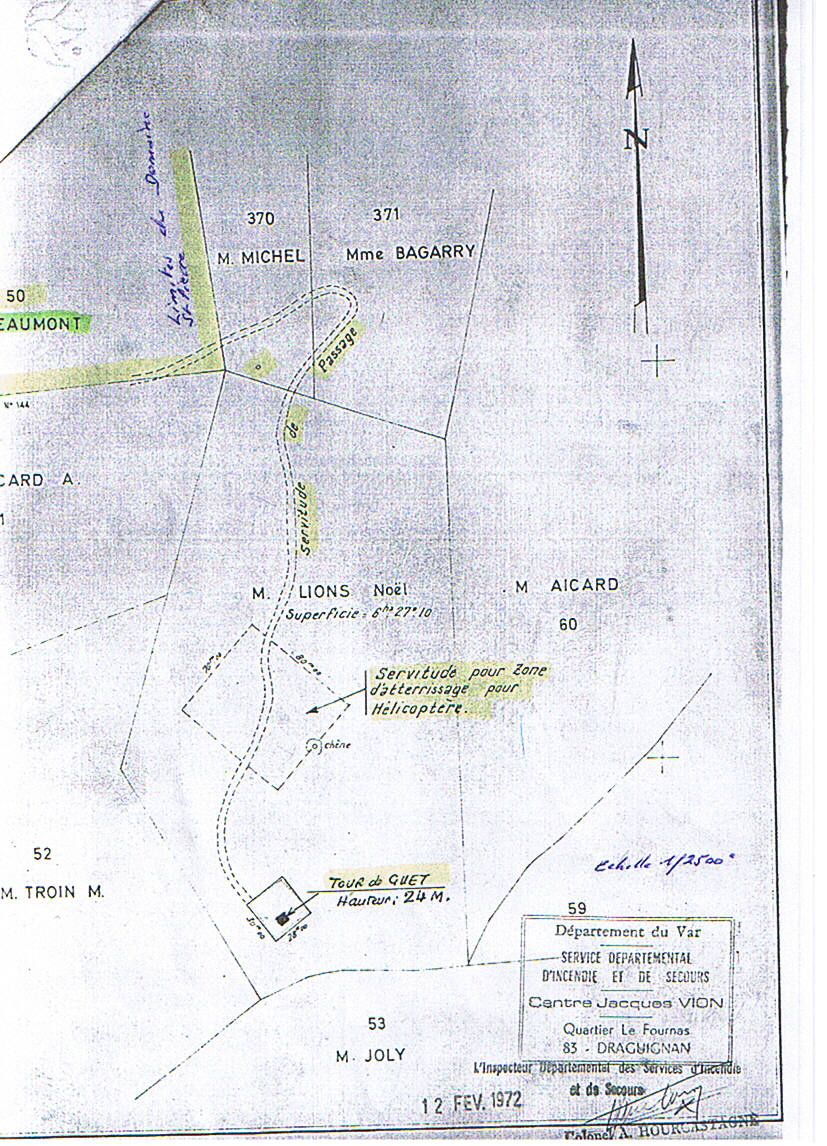
Servitudes de passage du SDIS

- La vigie sur la commune d’Ampus. Le domaine Saint Pierre, perché à 700 m d'altitude est dominé par la « Tour de guet », dispositif essentiel de lutte contre l'incendie » du service départemental d'incendie et de secours (SDIS) du Var[66]. Adrien Beaumont et Anne Gruner Schlumberger (Domaine des Treilles), soucieux des mesures de protection incendie pour leurs domaines respectifs ont contribué à la réalisation, avec le SDIS, de la piste d'accès K618 à la Tour de Guet, avec une servitude de passage sur le domaine Saint Pierre, pour l'accès à ce dispositif de surveillance. Cette tour offre une vue exceptionnelle sur des espaces très importants s'étendant jusqu'à Aix-en-Provence :
  - La Tour de Guet[67] a été réalisée, en limite du domaine, par le Conseil général (SDIS), à l'altitude 856 m NGF. Caractéristiques : hauteur 24 mètres,
  - Relais radio Sivom alimenté par batteries et panneaux solaires,
  - Une piste d’hélicoptère est prévue près de la citerne haute.
- Travaux effectués et réserves d’eau ("Point d'eau naturel ou artificiel"[68] (PENA)[69] dont dispose le SDIS pour la protection incendie :
  - La piste d’accès à la tour de Guet entretenue par le Conseil général pour l’ensemble des communes
  - 2 citernes de 30 000 litres ont été installées : une à proximité de la Tour de Guet à côté d’une piste d’atterrissage d’hélicoptère du SDIS, et une autre en bordure du CD 51,
  - 1 puits ayant une capacité de production de 4 m3 d’eau par heure, à proximité du départ de la piste de la Tour de guet, à moins de 100 mètres du CD 51, soit 96 m3 par jour. Il est alimenté par le "ruban vert" dont la source se trouve sous le petit pont,
  - 1 piscine commune de 425 m3 et 73 piscines privées sur le domaine,
  - 3 étangs bordent l’allée des Tamaris,
  - 1 lac artificiel avec son plan d’eau d’une superficie de près de 2 hectares.
- Service départemental d'incendie et de secours (SDIS) :
  - Pompiers de Tourtour, caserne de Bonnefoy.
- Travaux réalisés par ERDF :
  - Par délibération de l'assemblée générale des copropriétaires en date du 7 août 2010, l'Assemblée générale a accepté la convention de servitude avec ERDF pour l'enfouissement de la ligne Haute Tension au niveau de la piste incendie entre la route départementale no 51 et le poste de raccordement électrique situé sur le domaine, commune d'Ampus[70].

### Schéma Départemental Territorial d'Aménagement Numérique, et téléphone mobile
L'arrivée de la fibre optique a été développée jusqu'au village de Tourtour et le sera jusqu'au domaine Saint Pierre distant de 2,5 km. Lors de l'élaboration du Schéma Départemental Territorial d'Aménagement Numérique, le domaine n'avait en effet pas été identifié comme une zone insuffisamment desservie. Ce point sera désormais pris en compte dans le cadre de la maintenance du schéma et abordé avec les différents opérateurs.
Dans le département du Var,, le déploiement de la fibre est en cours dans la zone d'initiative privée avec un objectif de couverture d'ici 2020 (ce sera le cas notamment pour l'ensemble des communes de la "Communauté d'agglomération dracénoise"). Pour la zone d'initiative publique, le déploiement est annoncé pour 2023.

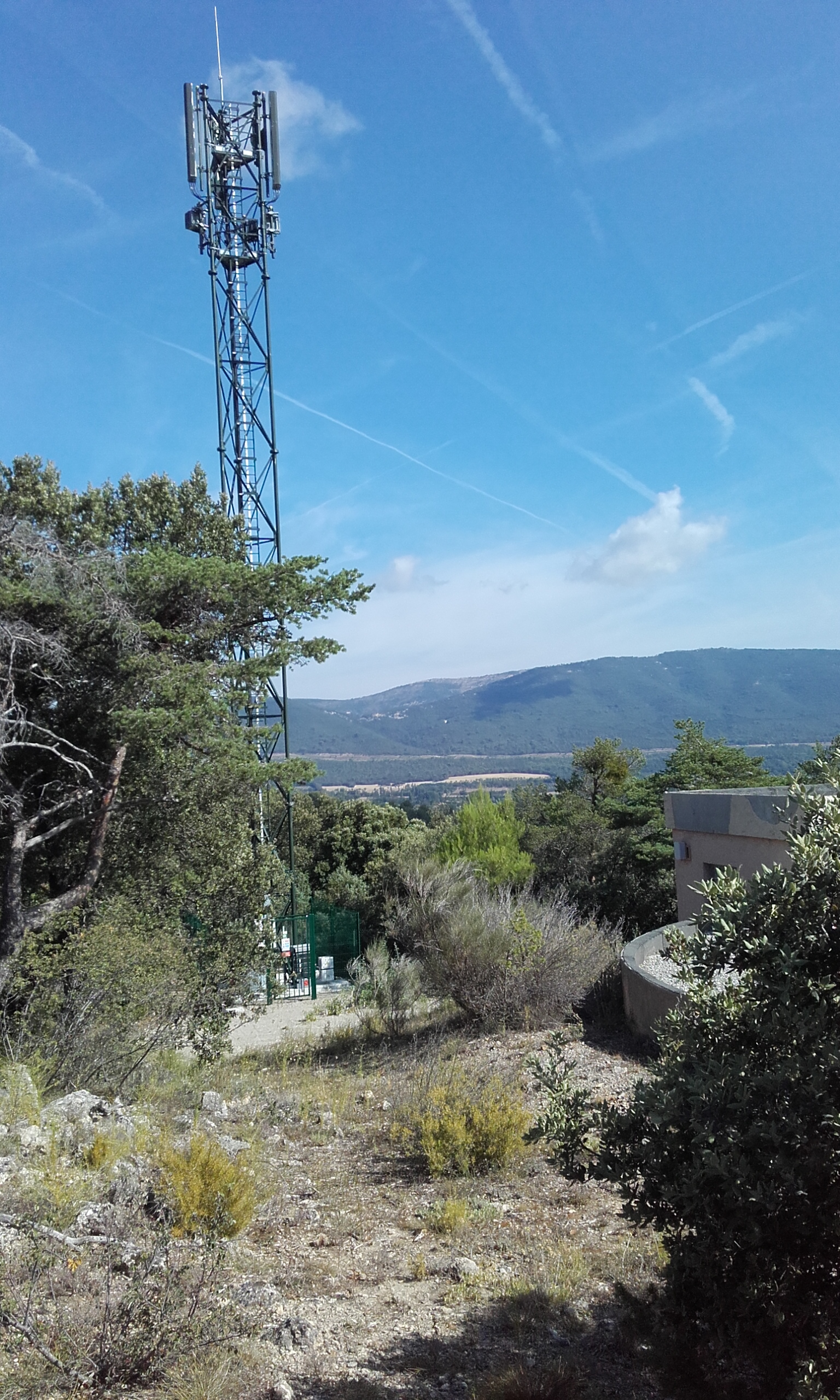
Antenne relais au lieu-dit Grand Puits.

Concernant le téléphone mobile, un relais GSM 4G regroupant les opérateurs Orange, Free, Bouygues et SFR permet d'annuler la Zone blanche de St Pierre et d'élargir la couverture actuelle du village.
Le recensement des infrastructures opéré lors de l'élaboration du schéma précité fait apparaître que le point haut de la tour de guet (propriété du Service départemental d'incendie et de secours-SDIS), située sur la commune d'Ampus, dispose également d'une antenne 2G utilisée par l'opérateur SFR ainsi qu'un antenne Bouygues 4G. Le Département devait interroger le SDIS ainsi que les opérateurs pour savoir si ces antennes peuvent être utilisables pour apporter des services aux résidents du domaine".
L'opérateur Free a d'autre part installé une antenne relais au lieu-dit Grand Puits, pour relayer celle en 4G de Montferrat,.

### Urbanisme
Le domaine Saint Pierre étant à cheval sur les communes de Tourtour et Ampus, la copropriété est très attentive au fait d'assurer la cohérence des règles d'urbanisme qui s'imposent à l'ensemble des copropriétaires du domaine, ce qui justifie parfois des exigences spécifiques par rapport aux obligations règlementaires.
La forme urbaine groupée (même s'il est coupé par le CD 51) de l'ensemble immobilier, constitué par un grand nombre de constructions à dominante d'habitations, confère bien au Domaine Saint Pierre la définition d' "ensemble urbain". Il remplit les conditions de "groupe d'habitation composé d'au moins 5 constructions avec cercles sécants de 25 m de rayon" (selon les directives 2014 de la DREAL PACA).
La Loi pour l'accès au logement et un urbanisme rénové a certes modifié l’article L. 123-1-5 du code de l’urbanisme et supprime le Coefficient d'occupation des sols (COS), c’est-à-dire la proportion de mètres carrés constructibles attachée à chaque terrain (qui est de 0,15 pour la zone du domaine), mais cette suppression du COS ne s’applique pas aux Plans d’Occupation des Sols (POS) qui restent régis, en vertu de l’article L.123-19 du code de l’urbanisme, par l’article L.123-1 dans sa rédaction antérieure à la Loi relative à la solidarité et au renouvellement urbains (SRU).
En outre les résolutions adoptées par l’assemblée générale du 03 août 2014 ont maintenu cette proportion de construction sur Tourtour et Ampus, et ont même exprimé le souhait de revoir à la hausse les possibilités d’agrandissement plutôt qu’une Densification urbaine, ce afin de conserver l’homogénéité de l’architecture des constructions sur l’ensemble du domaine.
Dans le même esprit, cette même assemblée générale a rappelé que "chaque construction, avec toutes ses dépendances forme un tout indivisible avec le terrain de la ou les parcelles sur lequel elle a été édifiée. Il ne peut donc y avoir, à défaut d'autorisation de l'assemblée prise à la majorité de l'article 26 de la Loi no 65-557 du 10 juillet 1965 fixant le statut de la copropriété des immeubles bâtis, ni division de parcelle, ni d'autorisation de cession séparée qui aurait pour effet de créer des lots d'une surface inférieure de 1 500 m2, et ce quel que soit le mode d'assainissement pour le traitement des eaux usées, qu'il soit collectif, semi-collectif ou de dispositifs d'assainissement non collectif.

#### Plan local d'urbanisme(PLU) de Tourtour
Le plan d'occupation des sols initial :
La commune disposait d'un plan d'occupation des sols (POS) et a engagé la procédure d'élaboration d'un plan local d'urbanisme (PLU).
Pour mémoire, extraits du plan d'occupation des sols (POS) de la commune pour le secteur du domaine Saint Pierre de Tourtour :
- Caractère de la zone :
  - "Il s’agit d’une zone naturelle constituée par le Domaine Saint-Pierre de Tourtour ayant connu une urbanisation dans la proportion des ¾ environ du programme prévu dans les années 1960 à 1980 sous forme d’un ensemble résidentiel en copropriété. De récentes perspectives d’un complément de ressources en eau permettent d’envisager l’achèvement de sa viabilité et de constructions dans l’esprit du programme initial. L’urbanisation nouvelle pourra s’y réaliser soit sous forme de constructions individuelles isolées, soit dans le cadre d’opérations d’ensemble, soit au terme d’une procédure de Z.A.C."[84],[85].

La Loi pour l'accès au logement et un urbanisme rénové (Loi ALUR) du 24 mars 2014 avait en effet organisé la disparition programmée des POS, qui, s'ils n'étaient pas été transformés en PLU, devenaient caducs à compter du 26 mars 2017. Dans un tel cas, le règlement national d'urbanisme (RNU) s'appliquait alors, mais le règlement du POS continuait néanmoins d'être appliqué si une procédure d'adoption de PLU ou de PLUI était en cours.
Le plan local d'urbanisme :
Le conseil municipal du 9 février 2018 a approuvé le « Bilan de la concertation » concernant le plan local d'urbanisme et l'« Arrêt du Projet de plan local d'urbanisme » l'approbation du PLU est intervenue par Décision du Conseil Municipal (DCM) du 22 mars 2019,,.
Par délibération du 25 novembre 2021 le Conseil municipal a décidé d'engager une mise à jour et des modifications du plan local d'urbanisme, approuvé le 22 mars 2019, afin notamment de prendre en compte de nouvelles dispositions réglementaires issues de :
- la Loi portant lutte contre le dérèglement climatique et renforcement de la résilience face à ses effets du 22 août 2021,
- des décrets d'application de la Loi portant évolution du logement, de l'aménagement et du numérique (ELAN),
- et du Schéma régional d'aménagement, de développement durable et d'égalité des territoires (SRADDET), adopté par l'Assemblée nationale le 02 juin 2019.

Afin de se prémunir contre les risques éventuels de mise en œuvre des plans locaux d'urbanisme (PLU) (qui ont abrogé les plans d’occupation des sols), l’assemblée générale de la copropriété "Domaine Saint Pierre de Tourtour", a décidé de s’opposer à des mesures éventuelles qui pourraient avoir pour effet, en cas de division des lots, d’encourager la réduction des surfaces à moins de 1 500 m2 (surfaces minimales calquées sur des plus petits lots restant à construire sur la commune d’Ampus) pour pouvoir construire.
L’objectif est d’éviter les divisions parcellaires à visée purement spéculative qui auraient pour effet de mettre à la charge de la copropriété les conséquences de l’augmentation du nombre de constructions autorisées par les arrêtés préfectoraux de constitution initiale de la copropriété, eu égard aux conséquences financières qui seraient mises à la charge de la copropriété (besoins en eaux, incidences sur les installations techniques, capacité de la piscine et des tennis…) et l’incidence sur le mode de vie à la copropriété. Les perspectives éventuelles d’extension sur Ampus sont, elles, prévues par A. Beaumont depuis l’origine du projet.
L’assemblée générale a de ce fait réaffirmé la primauté du cahier des charges par rapport aux plans d’occupation des sols et / ou plans locaux d’urbanisme.
La zone Uh précisée au PLU représente la délimitation du quartier d'habitation à caractère résidentiel de la copropriété du Domaine Saint Pierre. Il s'agit d'une zone urbaine située dans un cadre naturel et boisé à préserver. Le règlement précise les conditions de construction ou d'extension à l'article Uh 2 "Occupations et utilisation du sol soumises à conditions particulières".
Selon le plan local d'urbanisme le domaine a une capacité d'accueil maximale de 308 logements sans extension de la zone urbanisée. Les nouveaux logements générés par le PLU (résidences principales et secondaires) sont évalués à 67 en zone Nh2. Cette augmentation est basée sur le comblement des dents creuses.
Après avoir vainement espéré son rattachement à la Communauté d'agglomération dracénoise (CAD), la commune de Tourtour a contribué à la constitution d'une communauté de communes du Haut-Var dénommée  « Communauté de communes Lacs et Gorges du Verdon (LGV) » qui comprend désormais 16 communes : Aiguines ; Artignosc-sur-Verdon ; Aups ; Baudinard-sur-Verdon ; Bauduen ; Brenon ; Châteauvieux ; La Martre ; Le Bourguet ; Moissac-Bellevue ; Les Salles-sur-Verdon ; Régusse ; Tourtour ; Trigance ; Vérignon ; Villecroze. Cette communauté de communes concernerait donc un territoire de 540,48 km2 et une population (en 2017) de 8 202 habitants.
Un projet de périmètre de schéma de cohérence territoriale (SCOT) Var Ouest concernant Sillans, Salernes, Villecroze, Tourtour, Aups, Moissac, Régusse, Artignosc, Bauduen avait été envisagé mais n'a pas eu de suite, du fait du rattachement à la CAD de Saint-Antonin-du-Var; Salernes; Sillans-la-Cascade et des perspectives de la constitution de la communauté de communes Lac et Gorges du Verdon.
De ce fait un SCOT spécifique aux 16 communes a été engagé selon le périmètre fixé par le préfet du Var le 22 juin 2018.

#### Plan local d'urbanisme (PLU) d'Ampus
La commune possédait, elle aussi, un plan d'occupation des sols qui est resté en application jusqu'à l'approbation du plan local d'urbanisme (PLU). Cette approbation est intervenue le 25 juillet 2017, à l'issue d'une enquête publique, dont les conclusions ont été remises au maire le 16 juin 2017 par le Commissaire enquêteur, M. René Leestmans.
Le PLU (Plan Local d'Urbanisme) est désormais en vigueur avec effet au 1er septembre 2017,. Les documents d'urbanismes sont consultables sur le site internet, onglet urbanisme de la commune,,,,.
Le domaine Saint Pierre est concerné principalement par deux zones constructibles et une zone naturelle :
- Zone UD (Chapitre IV du règlement) : La zone UD correspond à des secteurs urbains éloignés du centre villageois, dédiés à l'habitat.

Ces groupes d'habitations ont pour vocation de rester un espace résidentiel, pouvant accueillir quelques constructions supplémentaires, de façon mesurée, à vocation d'habitat.

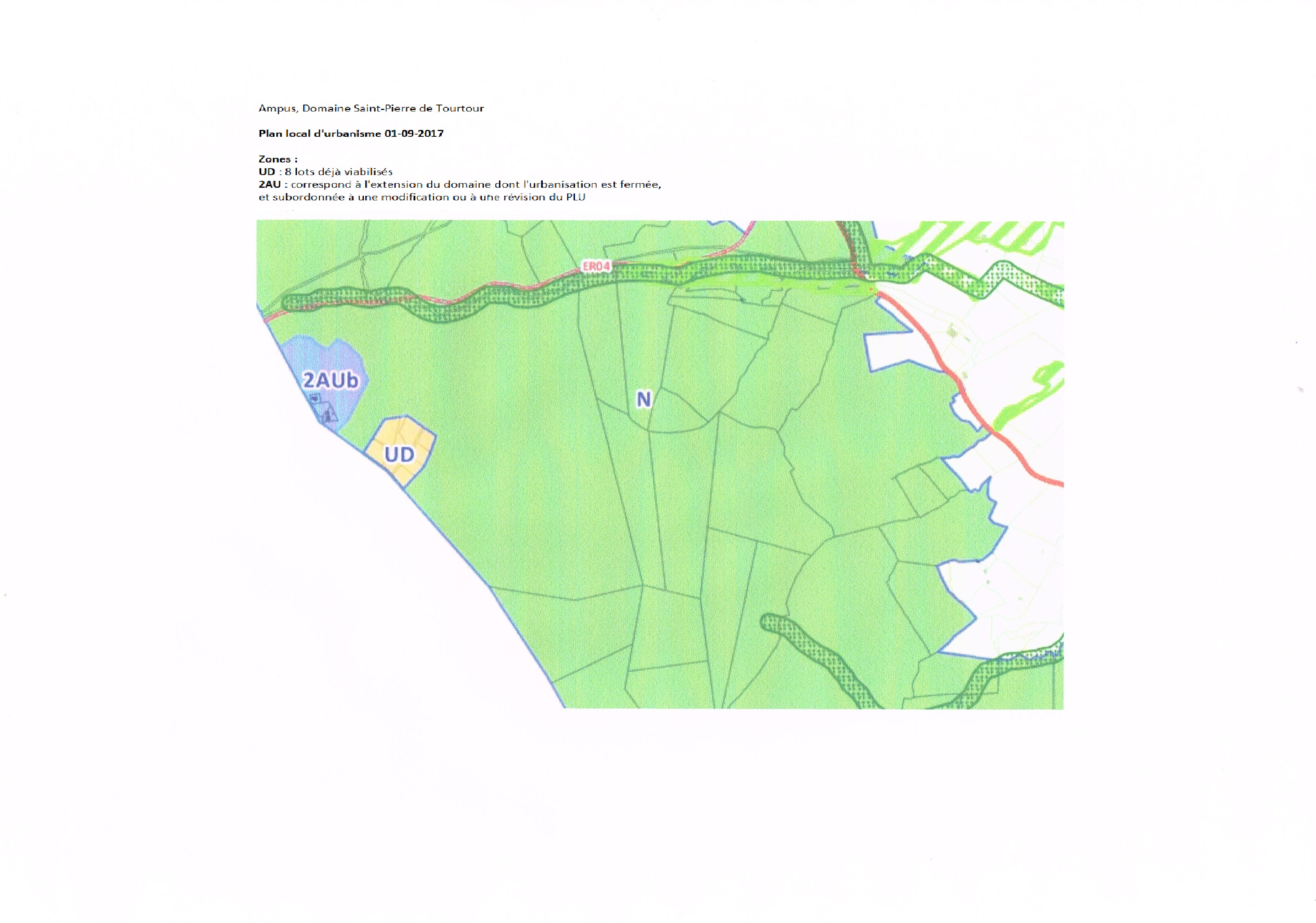
PLU Ampus sur la partie du Domaine Saint Pierre de Tourtour.

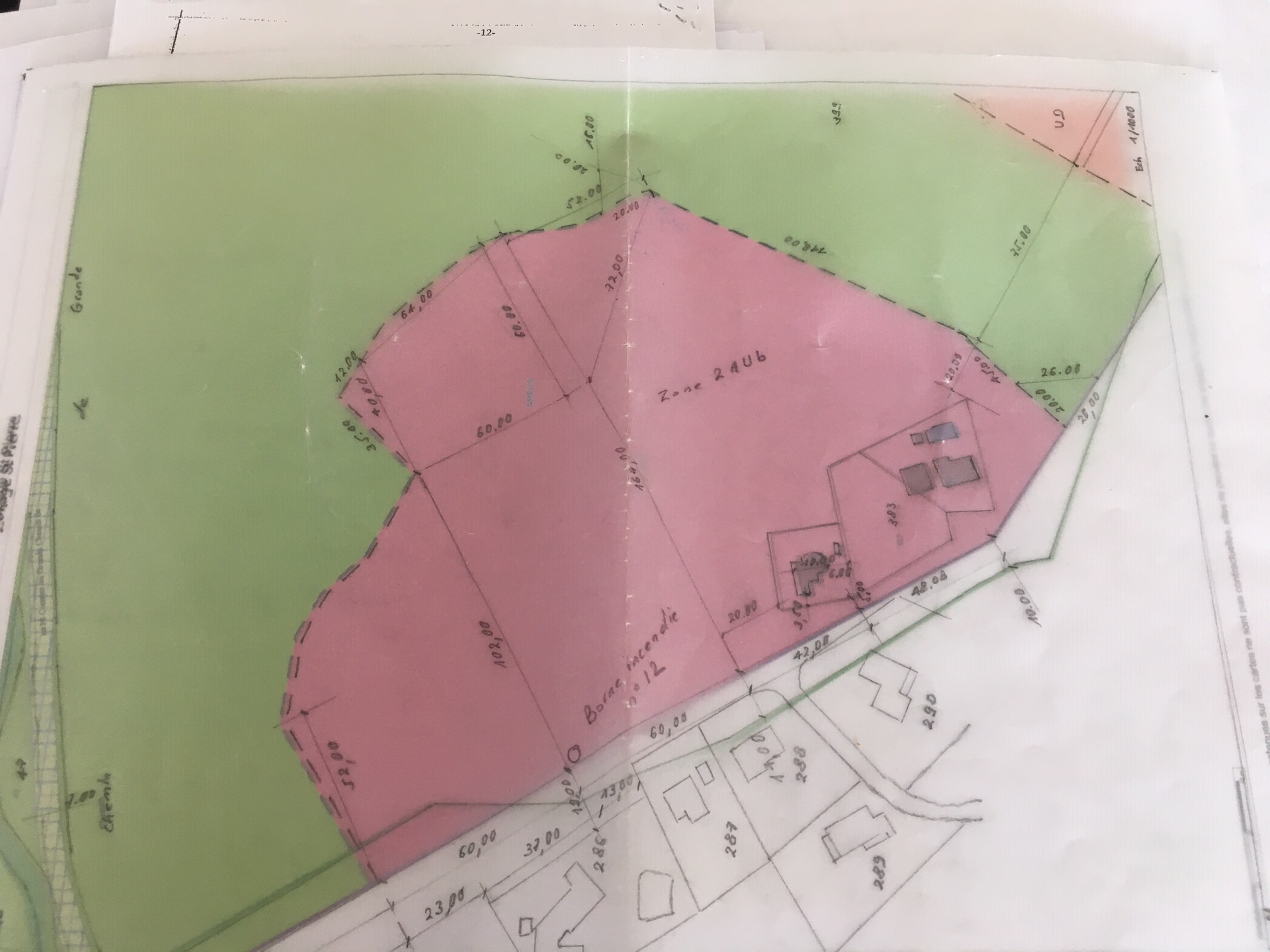
PLU Ampus Zone 2Ab Extrait PLU avec cotes approx.

- Zone 2AU (Chapitre II du règlement) : Cette zone, éventuellement non ou insuffisamment équipée, est destinée à constituer des réserves foncières pour des extensions de l'urbanisation à long terme. Elle comprend deux secteurs :

Zone 2AUa : correspond à l'extension du Quartier de la Glione,
Zone 2AUb : correspond à l'extension du domaine de Saint-Pierre de Tourtour. Sa surface a été évaluée à 3,15 hectares dans le rapport du commissaire enquêteur.
Elle correspond à un secteur à urbaniser à long terme, c'est-à-dire dont l'urbanisation est fermée et subordonnée à une modification ou à une révision du PLU.
- Zone N (Chapitre II du règlement) : La zone N est une zone naturelle, réservée pour la protection de la nature, la conservation des paysages et la qualité de l’environnement.

Ampus est par ailleurs membre de la Dracénie Provence Verdon agglomération (ex Communauté d'agglomération dracénoise) représentant 107 815 habitants en 2016, répartis dans 23 communes.
Le domaine Saint Pierre de Tourtour s'étend sur la commune d'Ampus où 2 constructions ont été réalisées et un lotissement de 8 lots a été aménagé, en application de l'arrêté du Maire d'Ampus du 21 novembre 2008, pour de nouvelles constructions. La loi ALUR (Loi pour l'accès au logement et un urbanisme rénové) a fait tomber les règlements au bout de 10 ans, les communes ayant toutefois la possibilité de mettre en place dans les PLU des coefficients d'emprise au sol relativement bas afin d'éviter une trop forte densification et un découpage trop important en petites parcelles. En outre le règlement de copropriété peut imposer des contraintes supplémentaires telle que la surface de chaque lot dans le cas présent fixée au minimum à 1 500 m2.
La commune bénéficiera par conséquent du schéma de cohérence territoriale (SCOT) de la Dracénie en cours d'instruction.
Le Schéma de cohérence territoriale (SCOT) de la CAD, arrêté par le Préfet le 11 juillet 2002, épouse le périmètre de la Communauté d’Agglomération Dracénoise. La commune d’Ampus dépend donc du schéma de cohérence territoriale (SCOT) de la Dracénie.
Dans le cadre de l'instruction du SCOT, une permanence a été assurée à la mairie d'Ampus le 26 mars 2009 pour expliquer "L'articulation et la cohérence des différentes démarches engagées par la CAD dans le cadre du SCOT.

### Transports en Provence-Alpes-Côte d'Azur
- Transport en Provence-Alpes-Côte d'Azur

La Région est responsable de trois réseaux de transports collectifs :
Les lignes interurbaines :
- Lignes de transports Zou ![116]. La Région Provence-Alpes-Côte d'Azur est la collectivité compétente en matière de transports non urbains, conformément à la loi NOTRe (Nouvelle Organisation Territoriale de la République)[117].

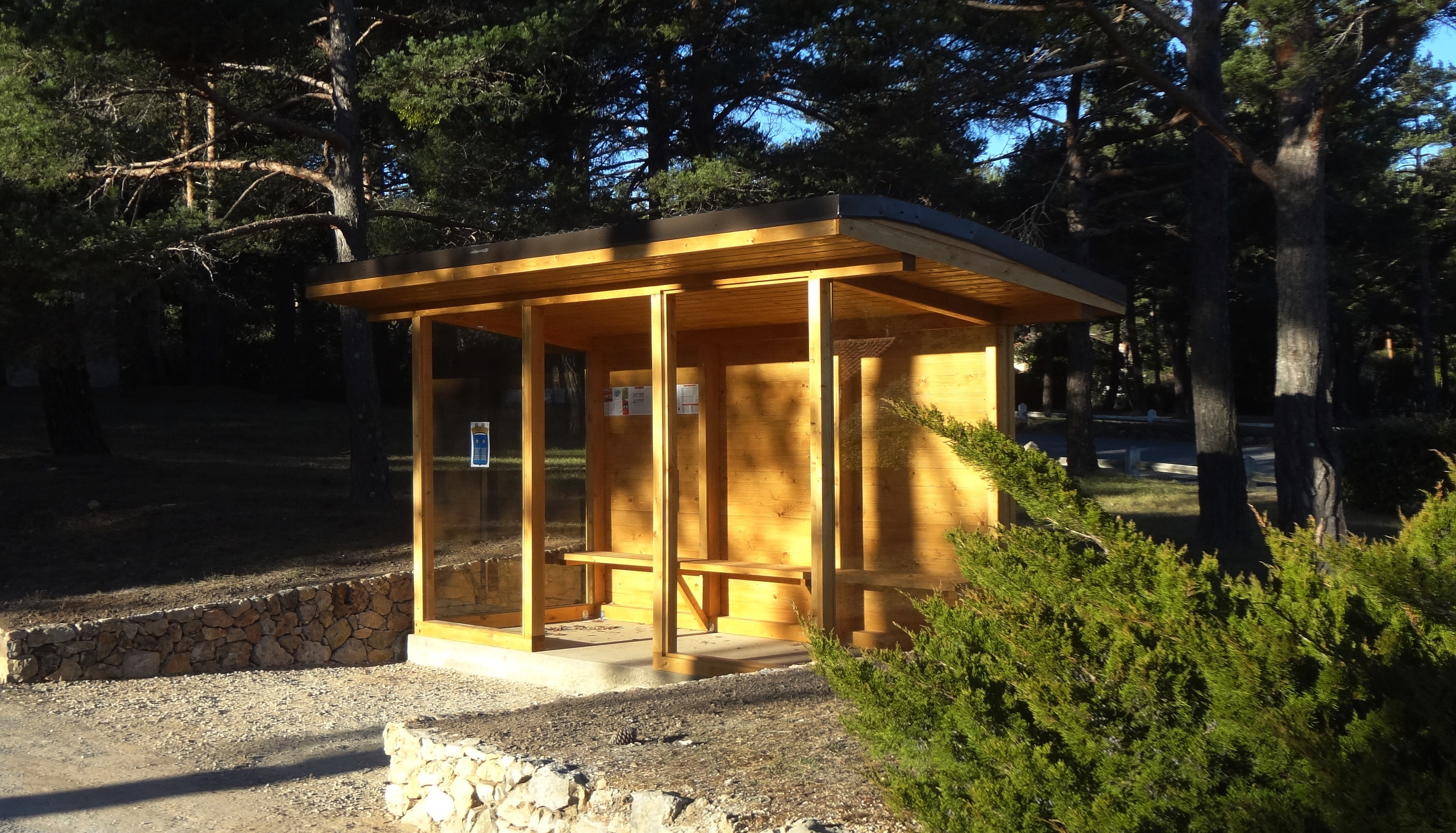
Abri bus à St Pierre de Tourtour

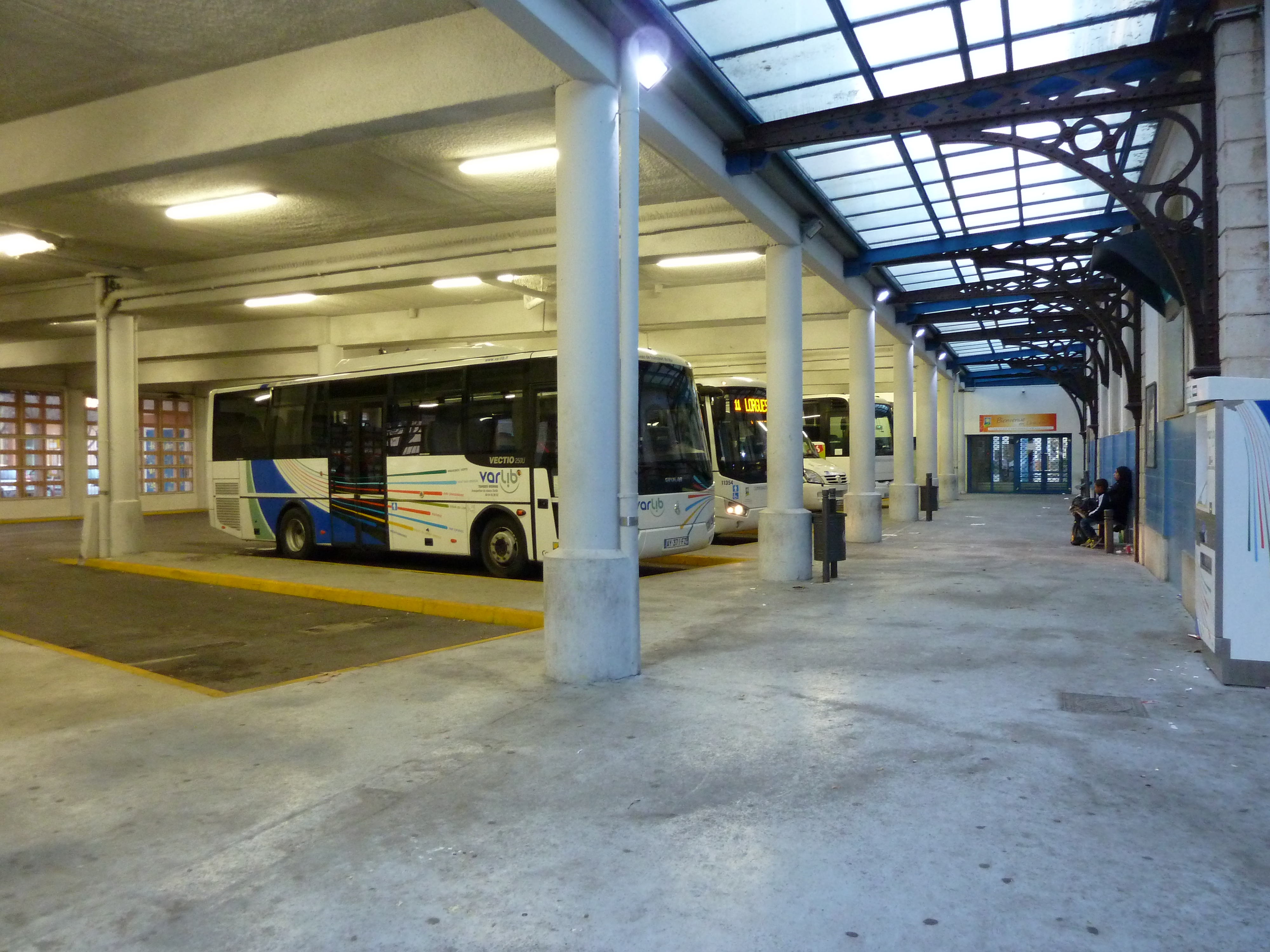
Gare routière de Draguignan

Deux arrêts de bus se trouvent sur la commune de Tourtour, l’un au niveau du rond-point de Sainte Anne au village historique, et l’autre au hameau du domaine Saint Pierre de Tourtour, au niveau de la régie du Domaine.
Les habitants du Domaine ont la possibilité d'utiliser le « service de Transport à la demande », du réseau régional  Zou ! offrant la possibilité de se déplacer du lundi au samedi de 8 h 30 à 17 h 30 (Réservation obligatoire avant 17h la veille du trajet et avant 17h le vendredi pour un trajet le lundi au no 09 70 83 03 80 : Horaires : 8h-12h30 et 13h30-18h). Les arrêts sont fixés à l’avance. Le véhicule est équipé pour les personnes à mobilité réduite et le billet se prend directement auprès du chauffeur.
Deux autres lignes d’autobus fonctionnent en période scolaire, la no 2121 relie Saint Pierre de Tourtour et Tourtour à Aups et la no 1225 relie Tourtour à Lorgues.

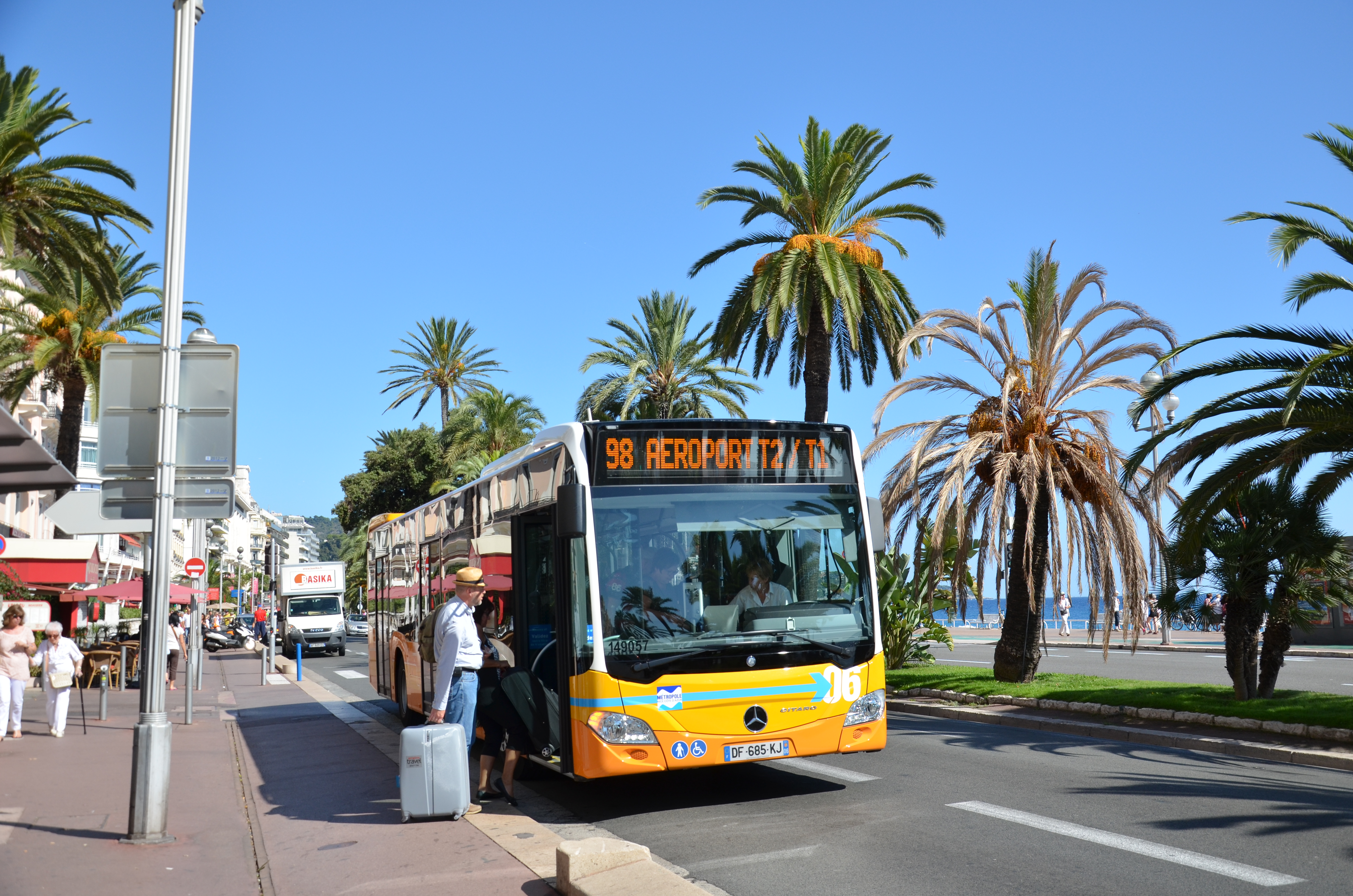
Aéroport de Nice-Côte d'Azur desservi par certaines lignes du réseau Lignes d'Azur

- Transports en Dracénie (Ted Bus)[119],[120]. Le point de rendez-vous peut se faire depuis n'importe quel arrêt de bus officiel de la Dracénie. Les arrêts les plus proches sont les suivants :
  - des arrêts de bus sur le village d'Ampus[121],[122] notamment entre le domaine Saint-Pierre et le village de Tourtour (au départ du CD 49, direction Les Vergelins- Vérignon, au carrefour du D51 distant de 3 km de la régie du domaine)). Ce réseau compte onze lignes de bus desservant les communes de Ampus, Draguignan, Flayosc, La Motte, Le Muy, Les Arcs, Lorgues, Taradeau, Trans-en-Provence et Vidauban.

* Quelques distances : Ampus (5 km); Aups (13 km); Salernes (14 km); Draguignan (18 km); Gare des Arcs-Draguignan (29 km).

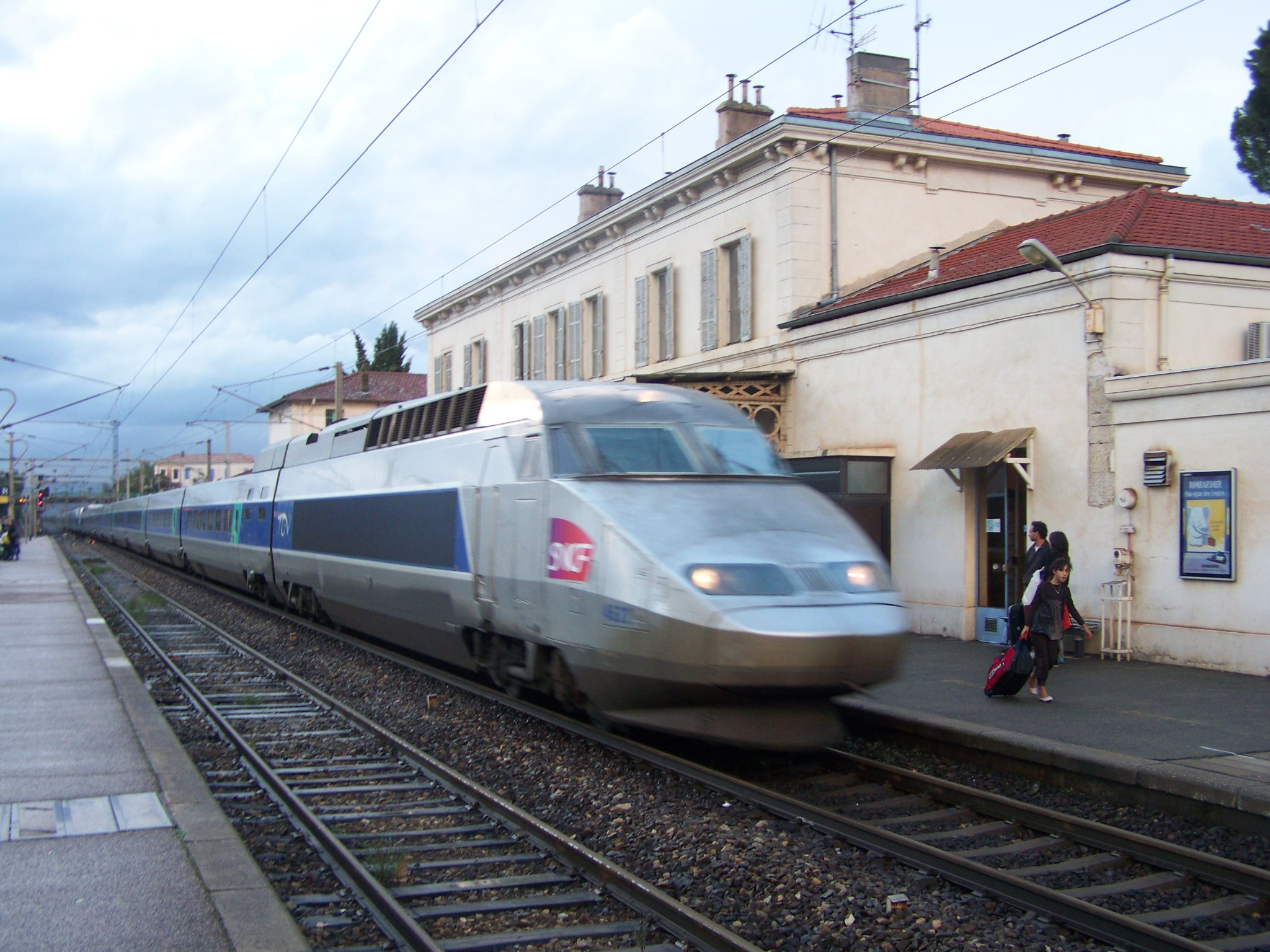
TGV en provenance de Lille et à destination de Nice marquant son arrêt en Gare des Arcs - Draguignan

Malheureusement pour les habitants du domaine le cloisonnement du fonctionnement des collectivités territoriales (Dracénie Provence Verdon agglomération / Communauté de communes Lacs et Gorges du Verdon et l'absence de "Compétence transports" de la Communauté de communes L.G.V. n'a pas encore permis d'étendre à Tourtour les possibilités d'utilisation du réseau TED bus. Actuellement, lorsqu'il s'agit de se rendre à Draguignan, Ampus, la Gare des Arcs - Draguignan... un changement à Villecroze ou Salernes est nécessaire.
Une ligne de bus est mise à disposition des collégiens se rendant à Draguignan. Une ligne régulière entre Ampus (sauf actuellement pour les lots d'Ampus du Domaine) et Draguignan est en service, avec deux allers-retours par jour en semaine, et un aller-retour le samedi. Les bus de la ligne 5 des Transports en commun de Draguignan relient en effet la commune d'Ampus à Draguignan.
- Lignes SNCF :
  - Gare des Arcs - Draguignan (29 km par D49, 39 min)[127],
  - Gare de Marseille-Saint-Charles (145 km par A8, 1h46),
  - Gare de Nice, avenue Thiers (107 km, 1h32),
  - Gare de Toulon (88 km par A57, 1h15).
- Aéroport en Provence-Alpes-Côte d'Azur, et en particulier :
  - Aéroport de Nice-Côte d'Azur (100 km par A8, 1h21),
  - Aéroport Marseille-Provence (141 km par A8, 1h40)
  - Aéroport de Toulon-Hyères, Boulevard de la Marine (93 km par A57, 1h21).
- Ports :
  - Ports en Provence-Alpes-Côte d'Azur :
    - Rade de Toulon, 345 Quai Cronstadt, (87 km par A57, 1h14)
    - Port Lympia (port de Nice), (111 km par A8, 1h41)
    - Port de Marseille, (146 km par A8, 2h10)
    - Port Hercule (Port de Monaco) (130 km par A8, 1h54).

## Animations et vie du domaine

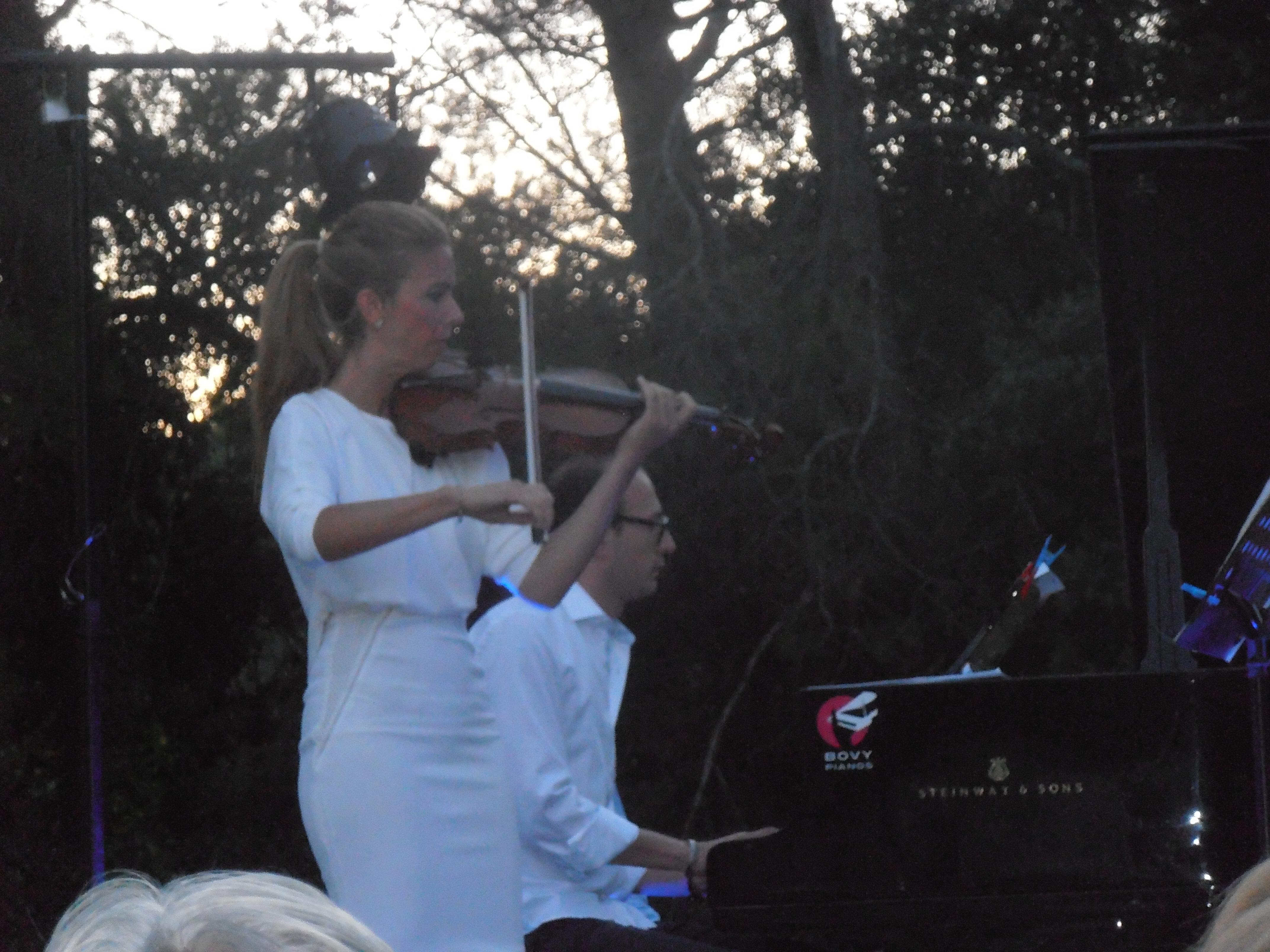
en 2016, avec Ashot Khatchatourian au piano, Élena Lavrenov, violon
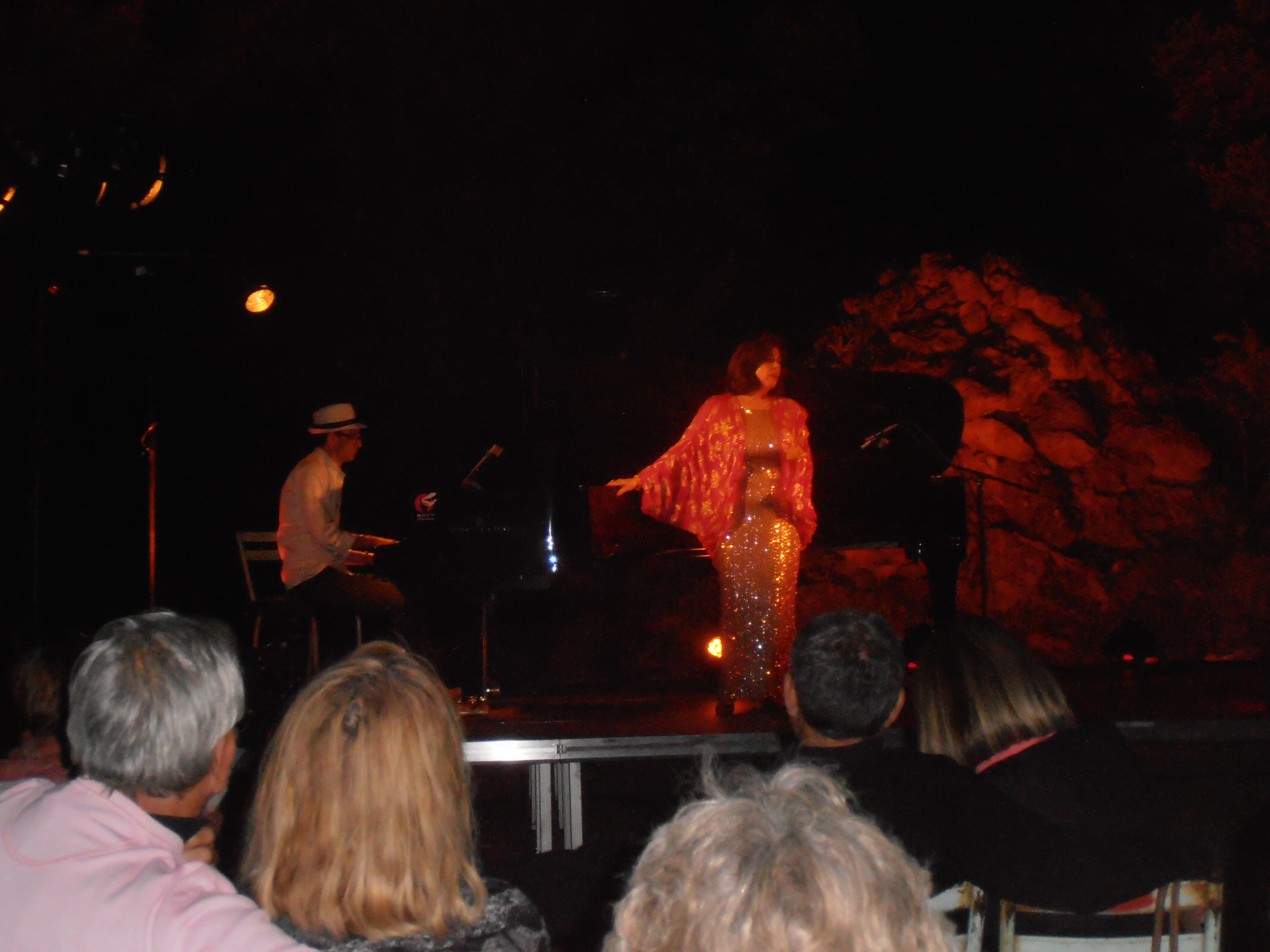
en 2016, avec Susan Gonzalez, soprano et Ashot Khatchatourian au piano
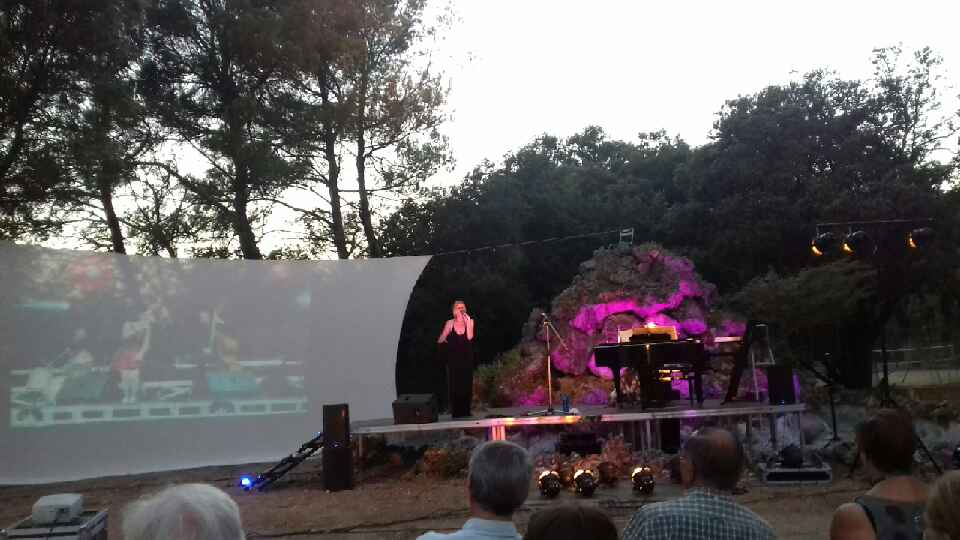
en 2017, avec Françoise Viatour, (chant) & Lucie Dehli (Jazz-Vocals)
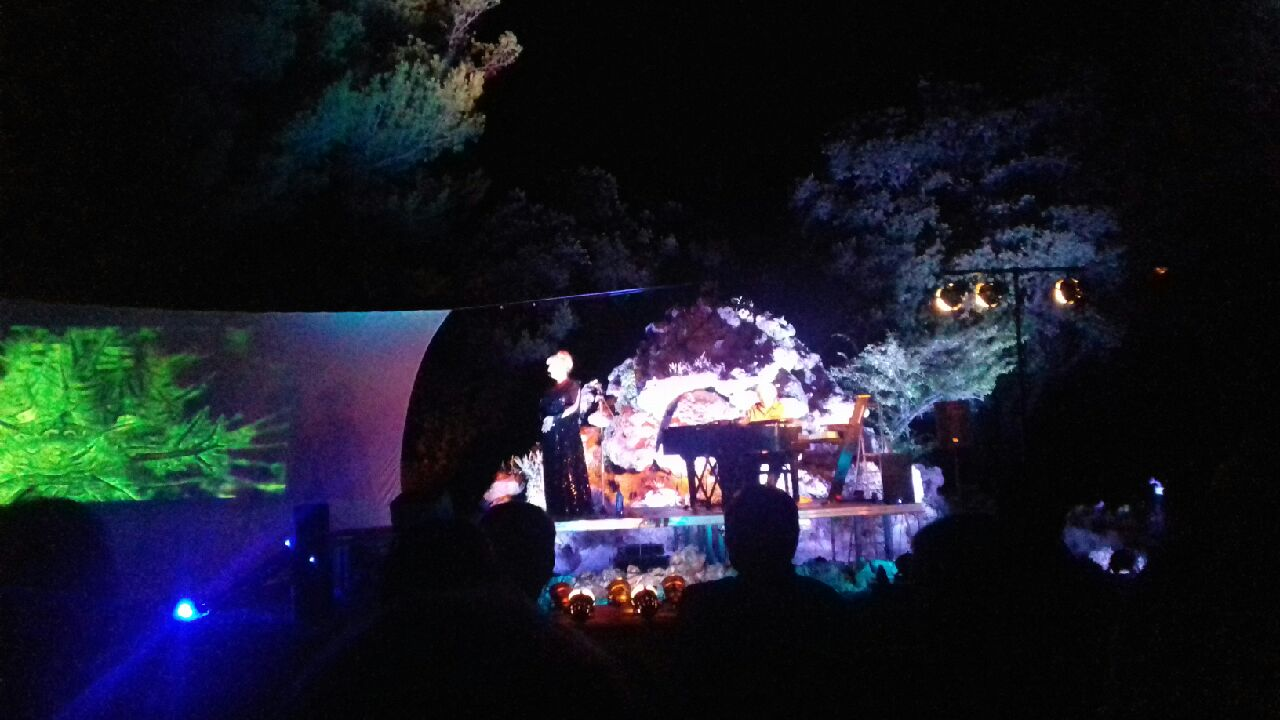
en 2017, Luc Baiwir (piano et claviers) Ecce Terra, avec Lucie Dehli (Jazz-Vocals)
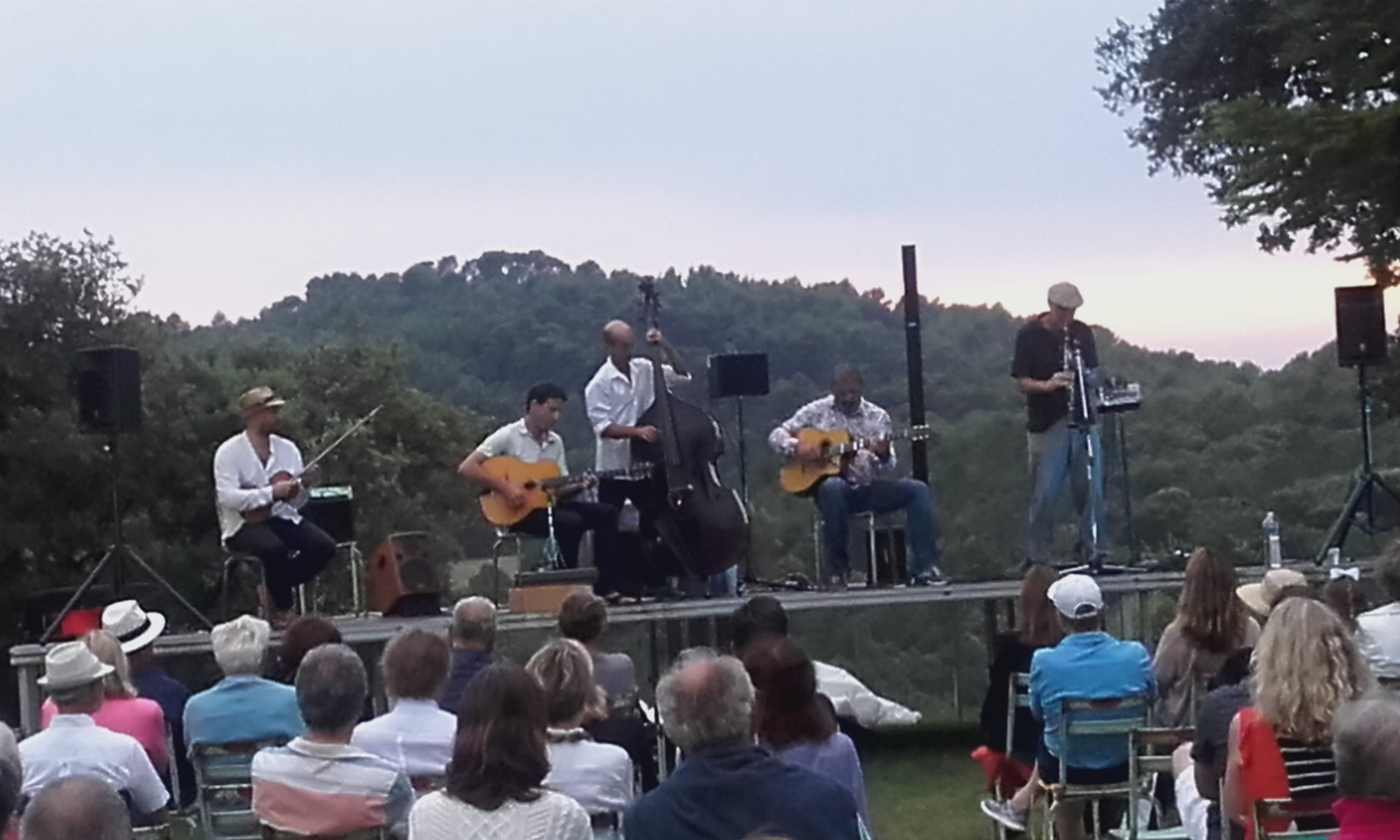
en 2018, Michel Pellegrino et Swing du Sud (Jazz manouche)

Le club de loisirs s'est finalement transformé, le 16 mai 2016, en association dénommée "Saint-Pierre de toutcoeur" (ASPDTC) dont l'objet est d'organiser des manifestations festives, culturelles, sociales, éducatives et sportives,.
Un concert organisé dans le cadre du 8e festival « Piano dans le ciel » de Luc BAIWIR, au bord du lac de Saint Pierre le 05 août 2016, avec Susan Gonzalez, soprano (venue spécialement de New York) Classiques et comédies musicales américaines. Avec la participation de Ashot Khatchatourian au piano, Elena Lavrenov, violon, Luc Baiwir au piano.
Très attaché à Tourtour Luc Baiwir a réalisé un court métrage sur le village qui est en ligne sur Youtube.
En août 2016, un "petit rallye pédestre" a été organisé en proposant un parcours à travers les chemins en partie sud du domaine (côté lac et piscine commune). Les petites équipes de 4 personnes maximum (adultes et / ou enfants) doivent répondre à chacune des 14 énigmes et des prix sont distribués en fonction du nombre de bonnes réponses.
En 2017, le 9e festival « Piano dans le ciel » s'est déroulé dans l'église Saint-Denis à Tourtour les 31 juillet et 2 août, et au bord du lac de Saint Pierre le 4 août 2017.
En 2018 l'association Saint-Pierre de Toutcoeur a organisé un concert de jazz manouche au bord du lac le 3 août.
En 2019, soirée de gala avec Denis Gautier Big Bang, un spectacle le vendredi 02 août au lac de Saint-Pierre.
Des artistes, vivant sur le domaine, exposent par ailleurs régulièrement dans l'accueil de la Régie où sur le site internet de l'association.

### Commerce et services
Au village historique d'Ampus :
- Quelques commerces de proximité sont présents sur la commune, dans les domaines de l'alimentaire (épicerie, boulangerie), ainsi qu'une boucherie « ambulante », certains jours de la semaine[136].
- Des bars et restaurants : Restaurant Bistro Les Braconniers, Restaurant Pizzeria, Café Bar Brasserie[137].
- La Poste.

Sur la commune de Tourtour :
Commerces et services de proximité :
- Épicerie[139],
- Domaine de Beauveset, exploitation agricole biologique qui s’est ouverte sur l’hébergement et l’événementiel[140],
- Boulangerie,
- Poste,
- Château de Taurenne, Producteur d'huile d'olive A.O.C Provence,
- Le marché à Tourtour a lieu le mercredi et le samedi[141].
- Restaurants et gîtes :

au village historique :
- de 3 hôtels (La Bastide de Tourtour a obtenu en 2023 le label "Clef Verte", premier label environnemental international pour l'hébergement touristique et la restauration ; La Petite Auberge ; Le Mas des collines,
- deux traiteurs (Tartines d'ici, La Mimounia).

au domaine Saint Pierre de Tourtour :
- Un restaurant « Les pins tranquilles »Un restaurant « Les pins tranquilles »,,,
- des gîtes à la Villa Bellavista,
- et à proximité du domaine des « Chambres d'hôtes Saint Pierre ».

### Cultes
- Culte catholique, paroisse de Salernes[150], doyenné de Draguignan, diocèse de Fréjus-Toulon :

Ampus :
- L'église Saint-Michel d'Ampus[151]. Construite en 1085, elle fut alors rattachée au monastère des îles de Lérins.
- Un office est donné chaque dimanche et les jours de fêtes dans la Chapelle Notre-Dame de Spéluque[152],[153].

Tourtour :
- Église Saint Denis[154] ;
- Chapelle de la Sainte-Trinité (durant l'hiver).

### Santé
Les communes d'Ampus, et de Tourtour ne disposent pas de pharmacie. Les plus proches se trouvant à Flayosc, Aups, Salernes.
- L'hôpital le plus proche est le Centre hospitalier de la Dracénie et se trouve à Draguignan, à 13 km[157],[158]. Il dispose d'équipes médicales dans la plupart des disciplines[159] : pôles médico-technique ; santé mentale ; cancérologie ; gériatrie ; femme-mère-enfant ; médecine-urgences ; interventionnel.
- Autres établissements hospitaliers :

Centre hospitalier intercommunal Fréjus-Saint-Raphaël,
Centre hospitalier intercommunal Toulon-La Seyne-sur-Mer.
La polyclinique Notre-Dame (clinique chirurgicale), établissement privé, se trouve également à Draguignan.
- La Communauté de communes Lacs et Gorges du Verdon dispose par ailleurs, à Aups (18 km[162]), d'une Maison de santé pluriprofessionnelle (Médecine générale, Médecine spécialisée, Paramédical, Soins infirmiers) et intégrant également un lieu ressource « Social et solidaire »[163].

Une maison de Santé Pluriprofessionnelle,, en milieu rural, intégrant des paramédicaux et un lieu ressource "Social et solidaire".
Professionnels de santé à Ampus :
- Médecin[166], infirmière et kinésithérapeute sont présents sur la commune.

Professionnels de santé à Tourtour :
- Médecin à Tourtour[167].
- Cabinet d'ostéopathie, de psychologie clinicienne et de thérapie sexofonctionnelle[168].
- Infirmières[169].

## Budget et fiscalité

### Budget et fiscalité 2023 "Commune de Tourtour"

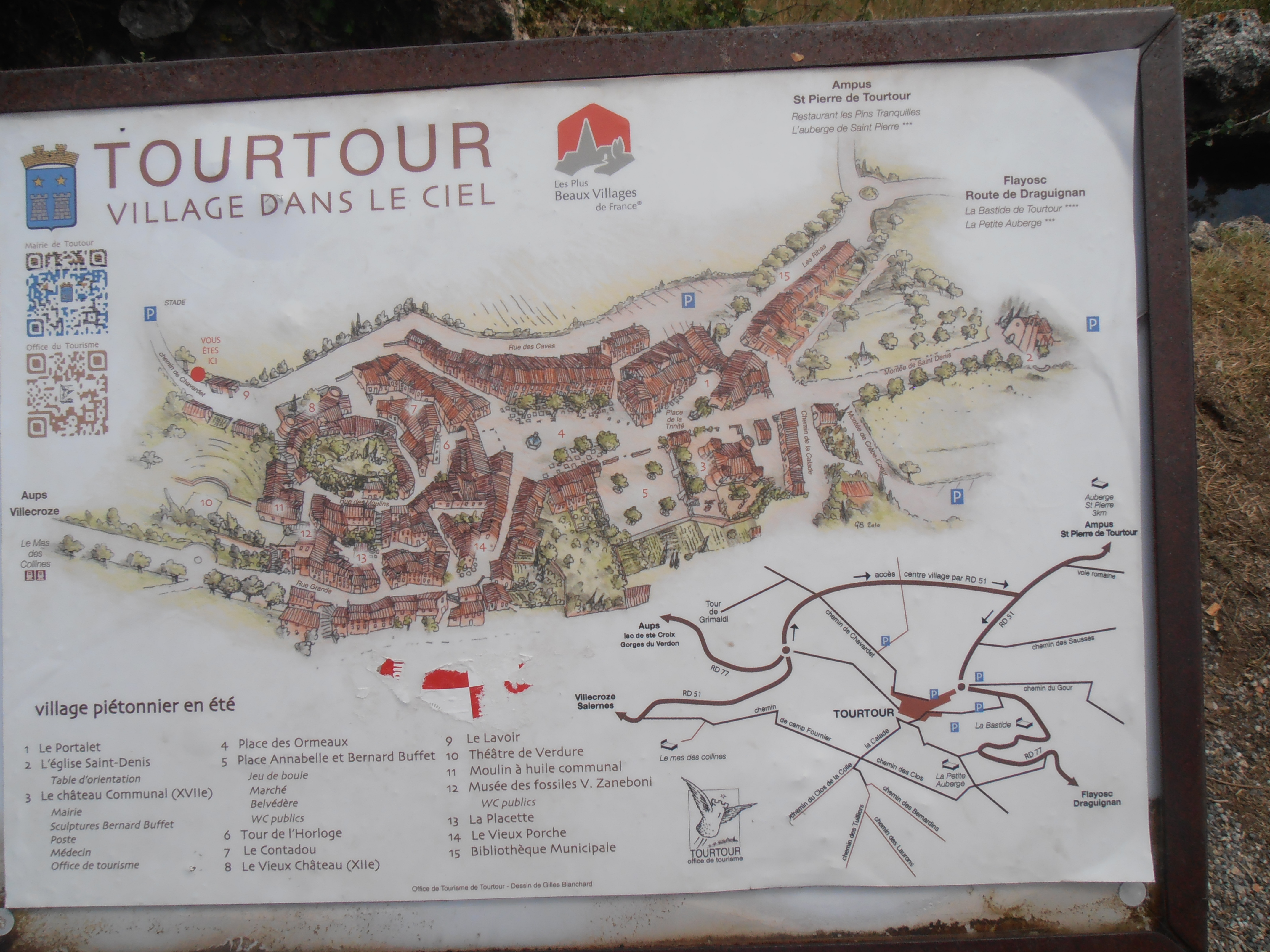
Tourtour, village dans le ciel. Plan du village

En 2023, le budget de la commune était constitué ainsi :
- total des produits de fonctionnement : 1 312 000 €, soit 2 183 € par habitant ;
- total des charges de fonctionnement : 1 011 000 €, soit 1 682 € par habitant ;
- total des ressources d'investissement : 81 000 €, soit 135 € par habitant ;
- total des emplois d'investissement : 130 000 €, soit 216 € par habitant ;
- endettement : 403 000 €, soit 670 € par habitant.

Avec les taux de fiscalité suivants :
- taxe d'habitation : 18,99 % ;
- taxe foncière sur les propriétés bâties : 29,52 % ;
- taxe foncière sur les propriétés non bâties : 120,99 % ;
- taxe additionnelle à la taxe foncière sur les propriétés non bâties : 0,00 % ;
- cotisation foncière des entreprises : 0,00 %.

Chiffres clés Revenus et pauvreté des ménages en 2021 : Médiane en 2021 du revenu disponible, par unité de consommation : 22 650 €.
En 2023, sur les 601 habitants que compte Tourtour, le domaine Saint Pierre contribue donc, avec ses 233 constructions, à un apport de près de la moitié des recettes de la commune.

### Budget et fiscalité 2023 "Commune d'Ampus"

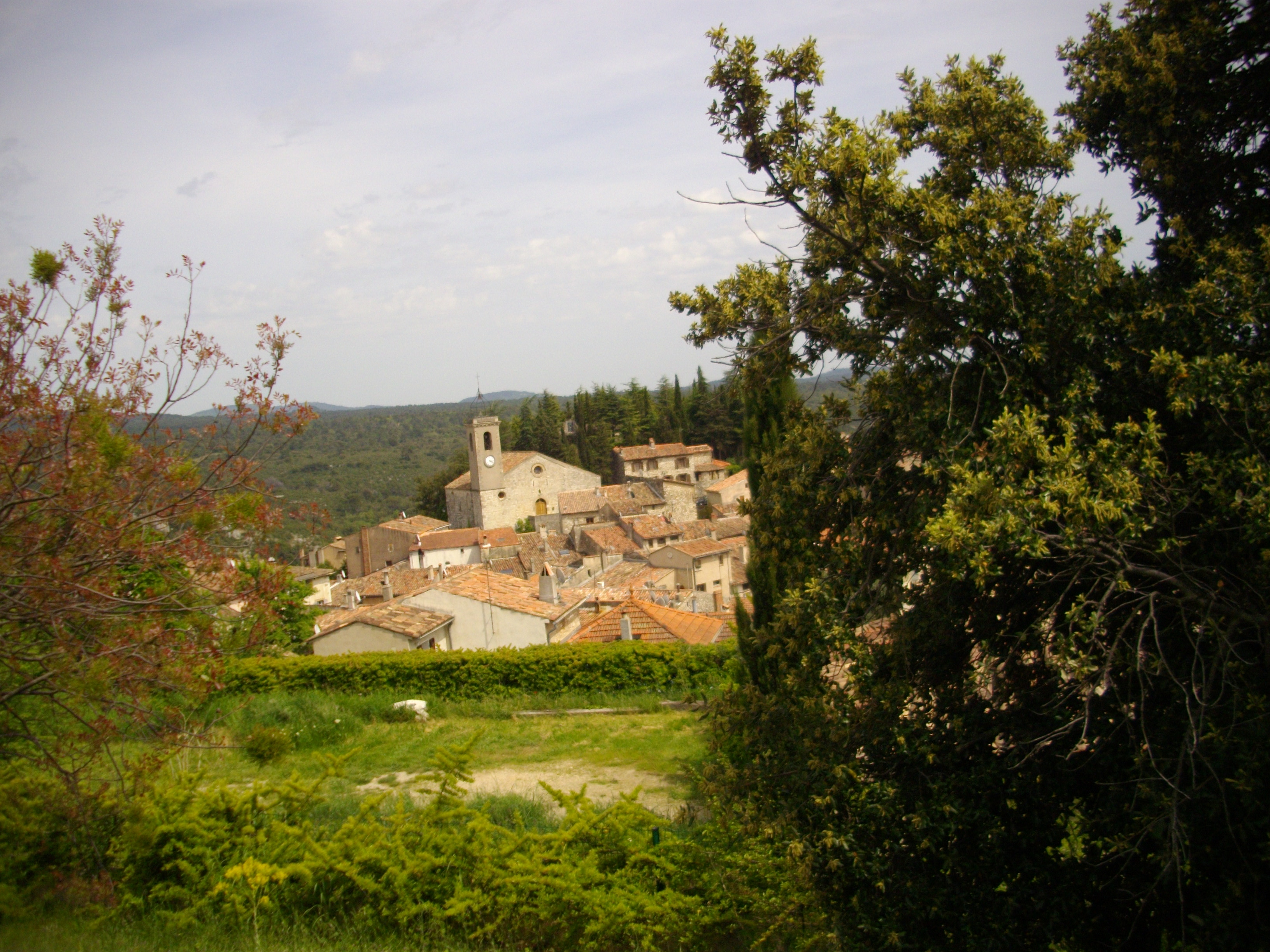
Ampus, village perché typiquement provençal.

En 2023, le budget de la commune était constitué ainsi :
- total des produits de fonctionnement : 1 056 000 €, soit 1 141 € par habitant ;
- total des charges de fonctionnement : 874 000 €, soit 944 € par habitant ;
- total des ressources d'investissement : 681 000 €, soit 735 € par habitant ;
- total des emplois d'investissement : 658 000 €, soit 710 € par habitant ;
- endettement : 232 000 €, soit 250 € par habitant.

Avec les taux de fiscalité suivants :
- taxe d'habitation : 10,45 % ;
- taxe foncière sur les propriétés bâties : 30,99 % ;
- taxe foncière sur les propriétés non bâties : 47,80 % ;
- taxe additionnelle à la taxe foncière sur les propriétés non bâties : 0,00 % ;
- cotisation foncière des entreprises : 0,00 %.

Chiffres clés Revenus et pauvreté des ménages en 2021 : Médiane en 2021 du revenu disponible, par unité de consommation : 22 790 €.

### Personnalités liées à la commune
- L'abbé Adonis Volpato, le « curé bâtisseur »[174], décédé en août 1994. Il fut curé de cinq sacerdoces apostoliques, se contentant d'une existence proche du dénuement dans les plus grandes dignité, humilité et générosité. En plus de sa charge paroissiale, il restaura une vingtaine d'églises dont Saint-Denis de Tourtour. Cette entreprise exceptionnelle, réalisée en véritable artisan, lui valut le titre de curé bâtisseur. À deux reprises, le ministère de la Culture lui décerna une distinction au titre de la réhabilitation des chefs-d'œuvre en péril. Ces prix lui ont été remis en 1971 par Madame Claude Pompidou, et en 1980 par  le président Giscard d'Estaing[175].
- Bernard Buffet (né le 10 juillet 1928 à Paris et décédé le 4 octobre 1999 à Tourtour) est un peintre français expressionniste[176].
- Ronald Searle (né le 3 mars 1920 à Cambridge, en Angleterre, et décédé le 30 décembre 2011) est un dessinateur et cartoonist anglais connu pour ses dessins satiriques et politiques publiés dans de nombreux journaux internationaux comme The New Yorker, Life ou Le Monde. Il vivait à Tourtour depuis 1975. La mairie de Tourtour expose quelques-unes de ses œuvres concernant la vie tourtouraine dans la salle du conseil municipal[177],[178].
- Pierre Journau (1921-1986)[179],[180],[181]. Après une carrière d'avocat il s'est consacré à la peinture à partir de 1975 (œuvres : portrait d'André Denans aubergiste à Tourtour...).
- Annette Barbut, rescapée d’Auschwitz, dont la nièce Nelly Ovadia, a été tuée par les nazis au camp de Drancy[182] et dont l'école de Tourtour porte le nom[183].
- Autres célébrités à Tourtour : artistes (chanteurs, musiciens, peintres[184], sculpteurs, céramistes, potiers, peintres, plasticiens), mécènes culturels, créateurs de mode, personnalités politiques[185].
- Michèle Galin s'est vu attribuer le diplôme de « Femme bénévole en milieu rural 2014 » par le Comité départemental des médaillés de l'engagement associatif du Var[186].